# Pensiero di Bailly

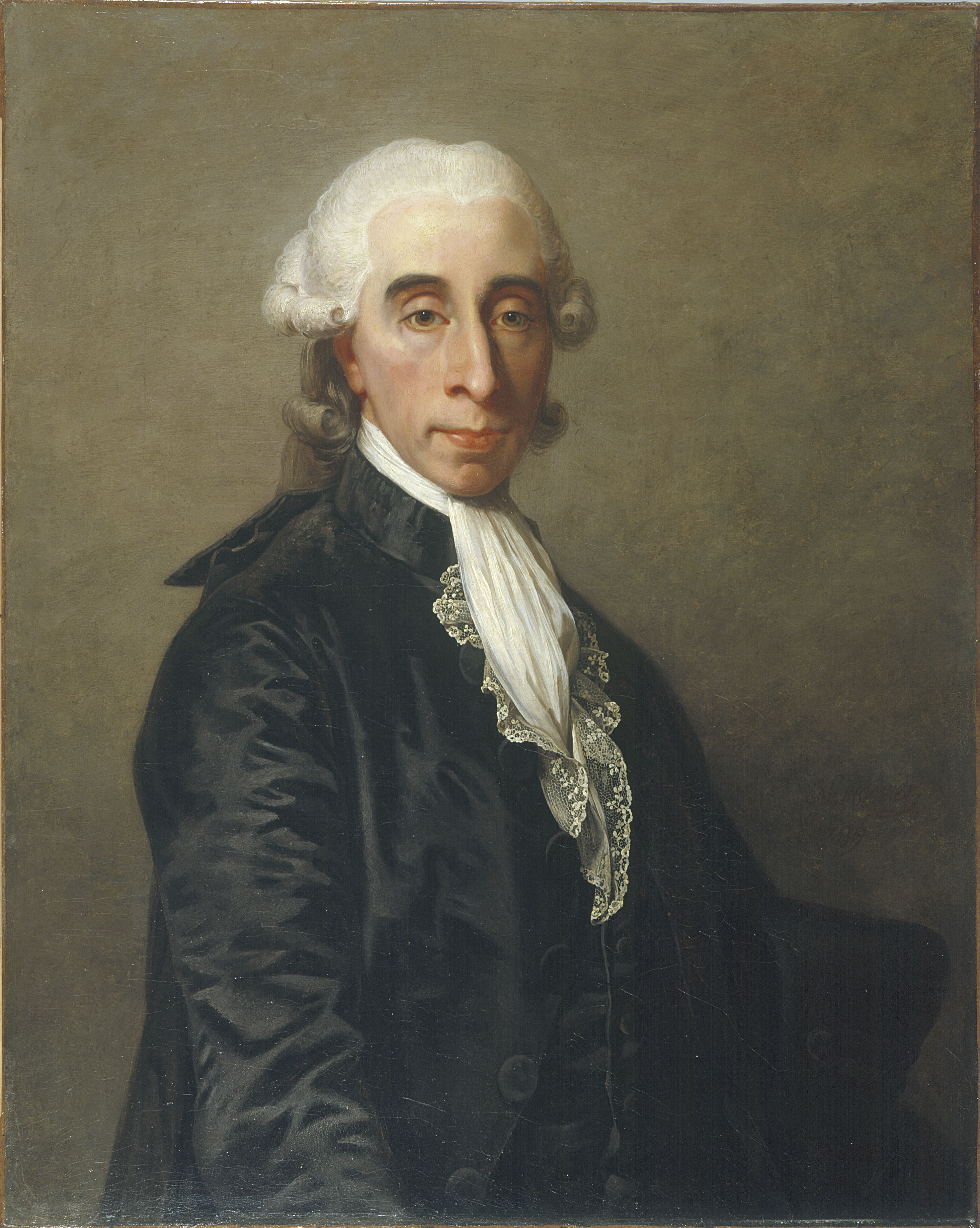
Jean Sylvain Bailly ritratto da Jean-Laurent Mosnier (1789).

Firma di Jean Sylvain Bailly.

Il pensiero di Jean Sylvain Bailly potrebbe essere descritto in termini di duplice attrazione di scetticismo e credenza. Questi furono i due poli tra i quali egli fluttuò. In alcuni casi, come nell′Éloge de Leibnitz, Bailly si mostra molto più attratto dallo scetticismo. Altre volte invece, come nell′Histoire de l'astronomie ancienne e nelle Letters a Voltaire, sotto l'influenza di Court de Gébelin, egli lo respinse. A Voltaire scrisse infatti: «Il dubbio deve avere limiti; non tutte le verità possono essere provate come verità matematiche». Bailly sapeva comunque certamente dubitare ed essere scettico quando la ragione lo richiedeva. La partecipazione all'indagine ufficiale sul mesmerismo ne fu la massima prova, e gli permise anche di dissipare l'illusione, messa in giro dai suoi detrattori come Condorcet, che fosse un frère illuminé, ovvero un savant più interessato alle mere congetture mistico-illuministiche che alla cultura prettamente scientifica.
Bailly fu un sintetista, il risultato finale del suo lavoro differì, di conseguenza, dai vari frammenti di filosofia che lui aveva preso in prestito nella sua composizione, tra i cui ispiratori troviamo: Newton, Leibniz, Buffon, Voltaire, Montesquieu, John Locke e Rousseau.
La prima e più importante influenza sul pensiero di Bailly fu la fisica newtoniana. Quando, dopo un decennio di applicazioni agli studi fisici, Bailly iniziò ad esaminare la filosofia metafisica di Leibniz, egli era pronto a credere che la precisione scientifica potesse essere estesa a tutti i campi della conoscenza umana, e dunque anche alle scienze umanistiche. Ed è su questo punto che Bailly non può essere assimilato ai filosofi tipicamente scettici come Benjamin Franklin, amico di Bailly, che invece non si fidavano delle spiegazioni sistematiche dei fenomeni non analizzabili dalle scienze esatte.

## Contesto generale: ilgrand ordre
L'ottimismo naïve che portò alla rivoluzione francese era basato su una curiosa miscela di razionalismo e di illuminismo. È una leggenda ormai superata il fatto che i grandi philosophes – Montesquieu, Voltaire, Diderot, e Rousseau – furono i fautori della Rivoluzione. Questi leader culturali, teorizzatori della libertà politica, erano tutti morti da almeno dieci anni quando essa avvenne. La rivoluzione infatti fu attuata da una generazione successiva di uomini che, ovviamente, furono molto influenzati dalle idee di questi grandi filosofi, ma il cui pensiero era spesso molto meno chiaro, perché caratterizzato dai ripetuti tentativi di risolvere il dilemma essenziale del XVIII secolo, quello del progresso e del primitivismo, della pietà e del Pirronismo. L'umore filosofico di questa generazione trovava espressione in quella che vari critici contemporanei chiamano grand ordre. Il grand ordre denota una filosofia di riforma basata sulla convinzione nella perfettibilità dell'uomo, nella virtù e nella felicità del mondo primitivo, nella corruzione e nella sofferenza del mondo moderno, e quindi nel bisogno pressante di una totale rivoluzione. La rivoluzione prevista dal grand ordre sarebbe servita per riportare letteralmente in auge, ovvero per ripristinare, l'età dell'oro attraverso la dissipazione dei pregiudizi, degli errori, della superstizione e con lo sviluppo delle arti, delle scienze, del commercio e dell'agricoltura. Era una filosofia eclettica, che differiva dal pensiero di Voltaire principalmente per l'assenza di scetticismo e da quella di Rousseau per l'assenza di qualunque valore morale reale.
Numerosi critici moderni si sono occupati di uno o più aspetti del grand ordre; tra questi Carl Becker in The Heavenly City of the Eighteenth Century Philosophers, Auguste Viatte in Les Sources occultes du Romantisme, Auguste Le Flamanc in Les Utopies prérévolutionnaires e Daniel Mornet in Les Origines intellectuelles de la Révolution française 1715-1787.
Gli schemi utopistici della Francia prerivoluzionaria attraevano numerosi uomini illuminati, perché erano basati sulla scienza e sulla storia e perché indicavano di essere autentiche documentazioni delle grandi leggi cosmiche che, in qualche modo, legittimavano questa tensione a risalire all'origine stessa del mondo.
I progenitori del grand ordre furono in effetti, sul lato razionalista, Cartesio, Newton, Leibnitz, Voltaire, e Buffon - gli scienziati, gli archeologi e gli storici. Ma il grand ordre è stato anche strettamente legato alle società mistiche, i Rosacroce, i massoni, i seguaci di Swedenborg, e i quietisti, che predicavano la dottrina della chiesa interiore, del cripto-cattolicesimo e del millenarismo.
Non ci fu nessun grande leader del grand ordre e nessuno strumento per la sua propagazione. Il più curioso genio del grand ordre fu forse Antoine Court de Gébelin, la cui dottrina è stata definita da Bernard Faÿ come una miscela di «razionalismo filosofico e sentimentalismo filantropico». Come razionalista egli fu anche amico e collega di Benjamin Franklin e Voltaire; come mistico collaborò con Louis Claude de Saint-Martin, l'elegante e criptico teurgo di Lione.

### La figura di Bailly
Jean Sylvain Bailly, più conosciuto come presidente dell'Assemblea nazionale e primo sindaco di Parigi, era un discepolo di Court de Gébelin. Scienziato ed illuminista, conservatore e rivoluzionario, Bailly combinava le forze contraddittorie della sua generazione. Nato in un ambiente essenzialmente artistico, egli abbandonò l'arte per studiare la Fisica Newtoniana. Sotto la guida di Alexis Clairaut e Nicolas-Louis de Lacaille divenne un astronomo rispettato ed ottenne un ampio riconoscimento in tutta Europa per le sue ricerche sui satelliti di Giove. Ma, attratto dal mistero dell'antica astronomia, egli abbandonò gradualmente i telescopi in favore della penna da storico. Tra il 1775 e il 1787 egli pubblicò cinque grandi volumi sulla storia dell'astronomia antica e moderna, e tre lavori più brevi in cui cercò di ritracciare il percorso di sviluppo dell'uomo nel quale egli sostenne la teoria di un'età dell'oro primitiva. I lavori accademici di Bailly gli permisero di ricevere numerosi onori pubblici, inclusa l'appartenenza all'Académie royale des sciences, all'Académie française e all'Académie des inscriptions, così come accademie in Italia, Paesi Bassi, Germania, e Svezia. Allo stesso tempo però, le sue "speculazioni selvagge" sull'antichità lo coinvolsero in una serie di dispute scientifiche e letterarie in cui frequentemente Bailly si ritrovava a difendere l'indifendibile visione di Court de Gébelin e per questo motivo fu tacciato di essere un frère illuminé da alcuni philosophes; così ad esempio lo accusava il suo grande nemico all'accademia delle scienze Nicolas de Condorcet.
L'investigazione sul magnetismo animale, con cui si screditò Mesmer, riportò Bailly di nuovo in contatto con la ricerca scientifica controllata, assieme a scienziati del calibro di Benjamin Franklin, Antoine-Laurent de Lavoisier o Joseph-Ignace Guillotin. La partecipazione alla stesura dei rapporti sull'Hotel-Dieu consolidarono la reputazione di Bailly come un campione riformista, e quando la rivoluzione scoppiò, egli fu tra i primi a servire la causa pubblica.
Impregnato dalle nozioni dell'Illuminismo, Bailly credeva che la Ragione potesse governare la rivoluzione, e fu sorpreso e mortificato nello scoprire sulla sua pelle che invece non era così. La sua ascesa dall'Assemblea elettorale di Parigi attraverso la presidenza prima del Terzo Stato, poi dell'Assemblea nazionale, per arrivare infine al municipio di Parigi terminarono improvvisamente quando, a Campo di Marte, le truppe guidate da lui e dal marchese de La Fayette spararono sulla folla. Due anni più tardi, all'inizio del Terrore, Bailly pagò per i suoi presunti «crimini» con la ghigliottina.
La storia di Bailly è la storia di un savant del XVIII secolo, della sua erudizione, delle sue illusioni, del suo ottimismo e del suo fallimento; ed è la storia della realizzazione inconsapevole di una rivoluzione. Da uomo riflessivo, Bailly credeva nel concetto di progresso; la scienza lo ha portato ad accettare la sempre crescente egemonia dell'uomo sulla natura, e ad identificare questa egemonia con la felicità.
Era, però, troppo incline a ridurre le complessità della vita a semplici principi primi, sebbene accettasse l'impossibilità di dimostrare tutto come «verità matematica». Era infatti convinto che l'età dell'oro fosse esistita e sebbene sapesse che non poteva dimostrarlo rigorosamente, cercò in ogni modo di convincere e di convincersi della veridicità delle sue ipotesi. Era anche convinto, ugualmente, che essa sarebbe ritornata, e la rivoluzione fu per lui, come per molti altri contemporanei, il raggiungimento di questo sogno mistico/razionale, e fu la messa in atto, la creazione vera e propria, del grande ordre. Anche Bailly, infatti, da uomo del suo tempo, visse in sé l'eclettismo riformistico del grand ordre, e né subì la mistico-razionalistica contraddittorietà.

## Ruolo delphilosophe
Nell'Éloge de Leibnitz per la prima volta si possono trovare i metodi di composizione che Bailly usò nelle sue opere maggiori; qui si trova la sua "profession de foi" come uomo dell'Illuminismo; qui si trova l'intero tessuto, sotto forme abbozzate, del lavoro della sua vita - il nucleo delle idee, le fonti da esplorare, il metodo comparativo, la fiducia nell'unicità della verità, l'inclinazione umanitaria, e la certezza del progresso umano. «La filosofia — dice Bailly — è l'uso della ragione esteso a tutto ciò che ci circonda e riportato su noi stessi...».
L'analisi di questo elogio, che è, dopotutto, un lavoro minore, è pertinente alla questione dei rapporti di Bailly con i philosophes. Bailly dimostra, in quest'opera, di essere non solo un amico dei philosophes, ma che è praticarente uno di loro.

### Definizione delphilosophe
La definizione che Bailly dà del ruolo del philosophe si trova nelle ultime pagine dell'Éloge de Leibnitz. Come la maggior parte degli scrittori del XVIII secolo, egli attribuisce al philosophe una visione superiore del mondo basata sulla sua universalità di interessi:
(Bailly nell′Éloge de Leibnitz.)
La sottile distinzione tra verità (vérité) e conoscenza (connaissances) è, verrebbe il sospetto, una differenza di grado piuttosto che di categoria. La conoscenza, per Bailly, sembra essere per il vulgaire, mentre la verità è in qualche misura accessibile solo al philosophe, che - con l'universalità dei suoi interessi e del suo pensiero - diventa l'interprete della natura e il quindi strumento massimo del progresso umano.
Ma se questa universalità del pensiero permette al philosophe di giudicare e di controllare la società, gli insegna anche ad avere una certa integrità morale, che agisce come forza frenante.
(Bailly nell′Éloge de Leibnitz.)

### Unphilosopheriformatore
Bailly fu accusato, a più riprese, nel corso della sua vita, di essere sempre titubante su qualsiasi questione che coinvolgesse l'autorità costituita, ad esempio, la chiesa o la monarchia. Arago dice: «Il patriottismo di Bailly avrebbe potuto, o per meglio dire, avrebbe dovuto essere più sensibile, più ardente, più orgoglioso... Bossuet, Massillon, Bourdaloue facevano risuonare dal pulpito parole molto più audaci». Nourrisson, che non era amico né della Rivoluzione né di Bailly, dice: «Bailly a volte si pone come campione delle autorità e difensore della monarchia... a volte, al contrario, anzi, il più delle volte, è un discepolo di Rousseau che perora, parlando solo di patti, di repubblica, del popolo, della filosofia, della virtù» e continua: «amico degli enciclopedisti, abbondantemente imbevuto delle loro idee, anche protetto dai più famosi di loro, Bailly tuttavia accuratamente si astenne dal collaborare per l'Encyclopédie».
Se Bailly non sembra rivoluzionario neanche nei toni di questo elogio, è perché lui non fu mai un vero rivoluzionario né nel 1768 né nel 1789; fu, al più, un riformatore nel mettere in dubbio il sistema precostituito dell'assolutismo senza però mai intaccare l'esistenza dell'istituzione monarchica.
Le sue nozioni di riforma, come philosophe riformatore, erano comunque moderate e fondate perlopiù, ad esempio, sui precetti filosofici, come dimostra anche un passaggio di questo elogio:
(Bailly nell′Éloge de Leibnitz.)
La moderazione, in un'epoca di riforme rivoluzionarie, può essere facilmente confusa con la timidezza. È stata una convinzione radicata e completamente infondata quella che ha fatto sì che Bailly venisse associato, nel corso dei secoli, o con i philosophes più ardentemente rivoluzionari, o - completamente all'opposto - con i philosophes amanti dell'assolutismo il che, durante la Rivoluzione, lo espose ad accuse infondate di tradimento.

## Pensiero gnoseologico e metafisico
Bailly fu certamente impressionato dalla qualità universale dei precetti di Leibniz e dalla forza delle sue conclusioni, e aveva imparato dallo stesso Leibniz a mettere insieme le prove più disparate e a trovare un denominatore comune. Scrive Bailly: «Questi fatti dimostrano fin troppo bene che l'uomo modifica per cause fisiche e morali; e tendono tutte verso un centro, che è l'uomo di natura... quanti usi, così diversi tra loro oggi, denaturati dal da tempo, hanno in realtà la stessa origine!».
Nell'elogio, Bailly, per la prima volta, concepisce la civiltà come un grande fiume che scorre attraverso la storia, costantemente dentro di essa, senza mai diminuire la sua portata. E diventa sua propria ambizione prioritaria ritrovare la fonte di questo fiume, l'origine della civiltà, all'inizio dei tempi. Come Leibniz, Bailly guardava con stupore e meraviglia all'immenso quadro della conoscenza umana: paleontologia, geologia, botanica, anatomia, medicina, chimica e addirittura l'alchimia. Ma soprattutto Bailly era affascinato dal fenomeno del linguaggio, che definisce «la chiave di tutte le scienze». Da Leibniz aveva imparato che il linguaggio degli antichi avrebbe rivelato «la loro origine e i loro legami fraterni» e che «la lingua universale» della scienza avrebbe reso di nuovo gli uomini tutti fratelli.
Gli studi in astronomia e matematica avevano insegnato a Bailly la meravigliosa semplicità delle leggi fisiche naturali. L'unicità della verità era diventata un culto. La riduzione di tutto lo scibile alla formula matematica, l′omnia ad unum, il sogno di Leibinz, affascinava Bailly.

### Il metodo epistemologico di Bailly
Bailly capì ben presto però che non tutto poteva essere dimostrato come verità matematica, che non tutte le forme di conoscenza potevano essere ridotte a semplici formule matematiche. Spesso in realtà si doveva basare la conoscenza su altri criteri che, almeno nelle scienze non esatte, potevano indirizzare a forme, leggermente differenti, di verità.
(Bailly nelle Lettres sur l'Atlantide de Platon.)
Bailly scrisse, in una lettera a Voltaire, che il dubbio metodologico, deve avere dei limiti, e tutta la ricerca gnoseologico-epistemologica non può ridursi in puro esercizio di scetticismo in quanto non tutte le verità possono essere dimostrate come verità matematiche. Secondo lui, ci sono tre criteri utili per congetturare ipotesi plausibili in qualunque campo della conoscenza: 
- le testimonianze equilibrate;
- le probabilità ponderate;
- le storie raffrontate e chiarite le une con le altre.

Questi tre criteri, secondo Bailly, sono una sorta di base di vraisemblance (ovvero la verosimiglianza). Un'ipotesi epistemologica generata a partire da questi criteri, infatti, pur non essendo spesso verificabile matematicamente è comunque, secondo Bailly, "verosimile", e possiede una certa dignità gnoseologica. Come infatti lui stesso afferma, tali criteri: «Formano attraverso la loro unione una luce forte che può portare all'evidenza».
Apparentemente, questo approccio appare plausibile e ragionevole nelle scienze non esatte come la paleoastronomia e la filologia comparata, di cui Bailly si occupava. L'astronomo Elio Antonello scrive a proposito di ciò: «Secondo me, ci sono dei problemi cruciali simili nei campi dell'astronomia culturale e nell'archeoastronomia. In particolare, il problema dell'intenzionalità delle orientazioni astronomiche degli antichi edifici: quando è possibile concludere che tale intenzionalità è evidente? C'è per caso una
dimostrazione rigorosa?».
L'astrofisico Bradley Schaefer, nel 2006, aveva proposto quattro criteri ragionevoli e plausibili sull'onda di ciò che aveva detto Bailly. L'obiettivo di Schaefer era quello di rispondere proprio alla domanda fondamentale se si è in grado di dimostrare che gli allineamenti scoperti sono stati intenzionalmente costruiti nelle strutture: 
1. la significatività statistica degli allineamenti;
2. le informazioni archeologiche che potrebbero portare all'intenzione;
3. l'evidenza etnografica riguardante i desideri e le conoscenze dei costruttori;
4. il caso astronomico per l'utilità degli allineamenti annunciati.

Verificando tali criteri era possibile secondo Schaefer stabilire l'intenzionalità degli allineamenti, che in questo modo secondo lui poteva essere dimostrata. Senza la prova dell'intenzionalità, infatti tutto quello che si avrebbe avuto sarebbe stato, citando Antonello, «un divertente mito urbano».
Secondo Antonello esiste una sorta di analogia tra i criteri generali di Bailly e quelli di Schaefer. Ad esempio infatti le proposizioni 2 e 4 possono essere messe in relazione con le «testimonianze equilibrate» di cui parlava Bailly, la prima proposizione con le «probabilità ponderate», mentre la 3 con le «storie raffrontate e chiarite le une con le altre».
Antonello afferma che come quelli di Bailly si potrebbe dire che i quattro criteri di Schaefer «formano attraverso la loro unione una luce forte che può portare all'evidenza»; eppure bisogna chiarificare il significato della parola "evidenza". Questa parola va giudicata rispetto all'asserzione di Bailly secondo cui: «non tutte le verità possono essere dimostrate come verità matematiche». Il senso della frase è chiaro: spesso, quando si ricerca la "verità" nelle scienze non esatte è lecito attendersi che non tutto possa dimostrarsi a partire da principi primi, ma attraverso l′empiria stessa, attraverso cioè una estensione del metodo galileiano che però permette di concludere solo sulla vraisemblance delle ipotesi (quantificando quanto esse siano d'accordo con le evidenze sperimentali) e non sull'effettiva "verità" delle stesse.
Anche le espressioni "molto probabile" o "probabile" spesso usate dagli archeoastronomi o in generale da chi si occupa di scienze non esatte (Bailly preferirebbe dire "verosimile"), secondo Antonello «devono essere usate con molta cura, a meno che non sono supportate da metodi archeologici». Quali sono quindi le prove, le dimostrazioni e le evidenze nei campi delle scienze non esatte? Secondo lo stesso Antonello, «non c'è ancora una chiara risposta». L'antropologo Anthony Aveni (nel 2006) cercò di discutere in particolare il problema delle prove dell'intenzionalità, sottolineando i limiti e i possibili difetti dell'approccio di Schaefer (e dunque quello dello stesso Bailly), considerato da un punto di vista antropologico ed etnologico. In particolare, egli osservava che gli strumenti e i metodi delle scienze fisiche, non possono essere adattati alle scienze umane che, per loro stessa natura, non sono esatte. L'astronomo e archeologo Clive Ruggles (nel 2011), tuttavia, criticò una dichiarazione così forte, ricordando ad esempio che il «metodo scientifico aderiva alla perfezione agli studi sulla pittura rupestre». D'altra parte, Ruggles concluse che «identificare metodi affidabili per ponderare insieme i diversi tipi di dati che l'astronomo culturale è costretto ad affrontare in diverse situazioni, in modo da dedurre l'interpretazione "migliore", rimane contemporaneamente il più impegnativo e più opprimente problema di fronte alla nostra "interdisciplina" in futuro».

### L'importanza dellavraisemblance
Anche se Bailly ha alcune incomprensioni circa le idee metafisiche di Leibniz, finisce in generale per giudicarle benevolmente. Egli considera la metafisica come speculazione su domande senza risposta e, in quanto tale comunque, un'attività perfettamente valida plaudendo al fatto che il concetto di verosimiglianza, la vraisemblance, possa sostituire, in una riflessione metafisica, quello di verità inaccessibile. Nel suo elogio a Leibniz Bailly, infatti, si impegna in un tipo di pensiero che era chiamato, in modo un po' sprezzante da i suoi contemporanei, esprit de système; e il criterio che usa, il suo metro di giudizio in tale tipo di pensiero, diventa proprio questo concetto indefinibile ed indispensabile della vraisemblance. L'applicazione di questo criterio alla metafisica di Leibnitz, tuttavia, permette a Bailly di far trovare spazio ad alcuni suoi dubbi. Sul sistema delle monadi dice ad esempio: «non giudicheremo il grado di verosimiglianza di queste idee: ma converremo che hanno sorpreso per la loro profondità e la loro sublimità».
Sull′harmonie préétablie invece, con un tono un po' critico, si chiede: «forse questo sistema risolve un problema attraverso dei problemi insolubili?». Bailly fa riferimento al fatto che, con tale sistema, Leibniz voleva risolvere le difficoltà nascenti dalla rigida separazione cartesiana della res cogitans (il soggetto pensante, ovvero l’anima) dalla res extensa (la materia, la realtà sensibile, e in particolare il corpo), che rende inintelligibili i rapporti tra le due e quindi il processo della conoscenza e dell’azione. Leibniz intende risolvere tali difficoltà concependo l’Universo come un sistema di monadi, ciascuna delle quali contiene in sé come rappresentazione, implicita o esplicita, la totalità delle altre (il cosiddetto omnia ad unum ovvero il "tutto in tutto"), e svolge tale rappresentazione in modo congruo allo svolgersi di quelle di tutte le altre monadi, pur senza influire direttamente su di esse e senza subirne l’influsso, in una universale harmonie préétablie. Secondo Bailly, probabilmente Leibniz risolve il problema creandone però degli altri, insolubili, citando le obiezioni già fatte sul tema da Pierre Bayle sulla paradossalità dell'influsso causale del tutto in tutto.

### La critica all'ottimismo tout-court
Bailly è invece solo leggermente critico quando si occupa del mal moral et physique e del concetto ottimistico, sempre leibniziano, del «migliore dei mondi possibili» (il cosiddetto panglossismo):
(Bailly nell'Èloge de Leibnitz.)
Questa accusa all'ottimismo non è affatto simile a quella che Voltaire aveva fatto nel Candido dove, con acuta ironia, ribaltava le teorie cristiane della vita dopo la morte e le teorie ottimistiche di stampo metafisico sulla vita umana prendendo di mira soprattutto la monadologia di Leibniz, secondo cui la divina bontà sceglierebbe sempre la migliore combinazione possibile tra le infinite combinazioni delle monadi che costituiscono in mondo. Bailly invece non solo considera la vita dopo la morte come un rifugio dall'oppressione terrena e dalla sofferenza ma contesta l'ottimismo solo per il fatto che esso è invraisemblable («inverosimile»), ma non per il fatto che derivi dalla speculazione metafisica.

## Pensiero scientifico

### Il concetto di "rivoluzione scientifica"
Il concetto di "rivoluzione scientifica" emerse nel XVIII secolo proprio nei lavori di Bailly, che lo interpretò come un processo a due fasi: una prima, ovvero la distruzione di un sistema concettuale accettato; una seconda, ovvero la costruzione di un nuovo sistema.
Gli scritti di Bailly pubblicati nel decennio antecedente alla Rivoluzione francese mostrano il grado che il concetto di "rivoluzione" aveva raggiunto nelle scienze, ovvero quella forma in cui, con delle variazioni, continuò ad essere percepito anche nel XIX secolo. Nella sua Histoire de l'astronomie moderne Bailly descrive rivoluzioni scientifiche di ogni sorta e grandezza. Queste variano dall'ambito delle innovazioni rivoluzionarie nella progettazione e nell'uso dei telescopi, fino all'elaborazione del sistema copernicano e alla filosofia naturale di Newton. A proposito degli ammodernamenti tecnici dei telescopi Bailly aveva in mente i miglioramenti dovuti all'aggiunta del mirino e, soprattutto, l'uso di calibri ad alta precisione come i micrometri, risalenti agli inizi del XVII secolo.
A proposito di ciò Bailly scrive:
(Bailly nell′Histoire de l'astronomie moderne.)
Nel passaggio Bailly loda gli astronomi Jean-Felix Picard, per l'invenzione del micrometro, e Adrien Auzout per i miglioramenti ad esso apportati.
Bailly discute delle rivoluzioni del passato e della sua epoca, prefigurando anche rivoluzioni future. In realtà egli non predisse alcuna rivoluzione in larga scala ma solo piccole rivoluzioni: in primo luogo l'introduzione di nuovi strumenti e di nuovi metodi computazionali (che riducessero al minimo le approssimazioni) — riprendendo quello che era già stato il sogno di Leibniz per i calcolatori — e l'invenzione di nuovi metodi di integrazione. Non solo, Bailly predisse che prima o poi si sarebbe costruito un moderno rimpiazzo per l'orologio a pendolo.
Già durante il Basso Medioevo, il termine "rivoluzione" incominciò ad acquisire particolari significati.
Non solo denotava il movimento dei corpi celesti attraverso orbite chiuse (o il tempo con cui il circuito dell'orbita veniva completato) ma anche una qualunque rotazione o un qualunque girare attorno o all'indietro rispetto a qualcosa, dalla rotazione circolare della ruota fino al senso figurativo del "ripensare", "riconsiderare", "ricordare".
Al tempo del Rinascimento, la parola "rivoluzione" acquisì un significato più ampio. Incominciò ad includere anche il riferimento ad ogni ricorrenza periodica (o semiperiodica) ed eventualmente ad ogni gruppo di fenomeni che accadono in una serie ordinata di stadi ciclici. Ad esempio i flussi e i riflussi della marea, fino ad eventi sociopolitici come l'ascesa o la caduta delle civiltà e delle culture, iniziarono ad essere definiti "rivoluzioni". Tutti questi usi del termine erano ovviamente collegati al senso primario che la parola possedeva in astronomia e in geometria.

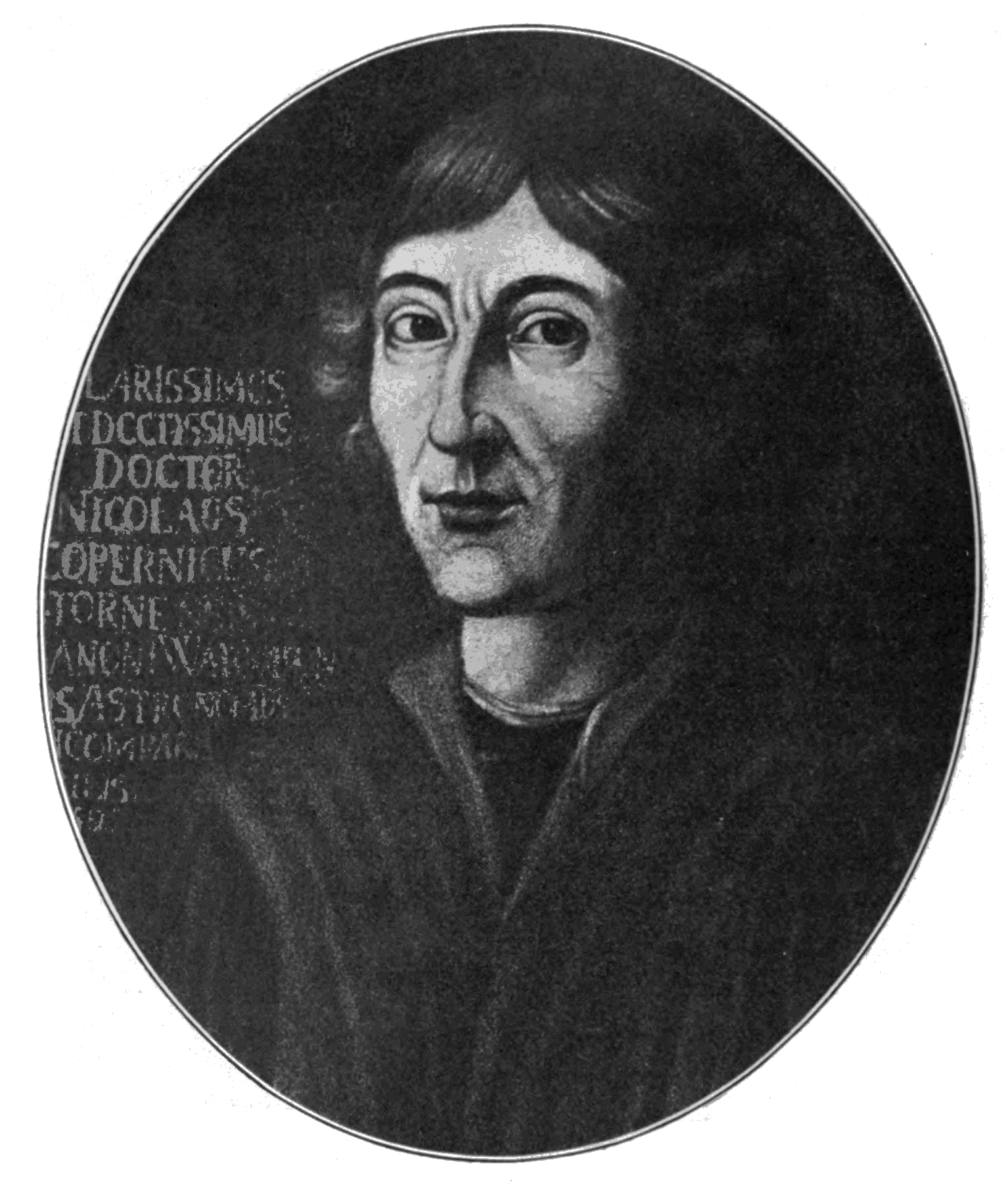
Niccolò Copernico

Inoltre gli autori che, alla fine del XVII secolo parlavano di "rivoluzione" negli affari politici, economici e sociali, molto spesso avevano in mente una qualche forma di restauro, una sorta di "ritorno" ad una situazione d'origine, antecedente o, al più, il completamento di un ciclo. Locke, ad esempio, usò il termine "rivoluzione" solo due volte, ed in entrambi i casi riferendosi ad un ciclo politico che culminava con il ritorno ad uno stato precedente, o - relativamente agli stati costituzionali - il ripristino di antiche norme costituzionali.
Anche nei lavori di Bailly è presente il vecchio concetto di rivoluzione ciclica, visto in ambito scientifico, assieme però ad un uso completamente nuovo del termine per indicare un cambiamento radicale e drammatico in campo scientifico, il più delle volte effetto del lavoro e dei pensieri di una singola persona, o di un piccolo gruppo di individui. È il concetto, chiaramente elaborato, di una rivoluzione a "due fasi", applicabile alle rivoluzioni scientifiche in larga scala, in cui - secondo Bailly - c'è prima la distruzione di un sistema concettuale accettato, seguita poi dalla costruzione di un nuovo sistema.
Ad esempio, anche se Bailly non usa la vera e propria espressione di "rivoluzione copernicana", non lascia alcun dubbio sul fatto che una delle più grandi rivoluzioni nel campo scientifico fu inaugurata (se non, addirittura, compiuta) da Copernico. Copernico, secondo Bailly, è il responsabile dell'introduzione di un nuovo, «esatto» sistema universale, proprio come Ipparco doveva essere accreditato come il fondatore di un «vero» sistema dell'astronomia. Bailly infatti definisce Copernico come «il rivoluzionario dell'astronomia fisica e l'autore del vero sistema del mondo» e Ipparco come «il fondatore dell'astronomia vera [...] o almeno il suo restauratore» facendo intendere che le conoscenze astronomiche sarebbero potute anche appartenere ad un popolo antichissimo, la cui cultura, anche in ambito scientifico ed astronomico, andò perduta e che Ipparco, con i suoi studi, poté però far rinascere, almeno parzialmente.
Bailly disse che un passo radicale fu fatto all'epoca di Copernico: si rese necessario, per l'uomo, dimenticare i moti che potevano effettivamente essere visti all'apparenza, al fine di essere in grado di credere in quei movimenti che invece in quei moti che non possono essere percepiti dall'uomo direttamente attraverso i sensi.
(Bailly nell'Histoire de l'astronomie moderne.)
Copernico quindi aveva adempiuto alle due funzioni necessarie che, secondo le norme implicite di Bailly, qualificavano il suo lavoro come una rivoluzione. Egli minò l'autorità del vecchio (e accettato) sistema, istituendone uno migliore al suo posto. Per Bailly faceva poca differenza il fatto che il sistema copernicano non fosse altro che il ripristino del vecchio sistema di Aristarco («il sistema di Copernico non fu una creazione, ma un'adozione» precisa Bailly nell'Histoire, puntualizzando che «l'opinione secondo cui è il sole che riposa al centro del mondo con la Terra in movimento attorno ad esso [...] è un'idea trasmessa da Filolao e adottata da Aristarco»); quello che contava era solo il fatto che Copernico avesse rovesciato il giogo dell'autorità tolemaico-aristotelica istituendo un sistema dell'universo diverso da quello che «aveva ricevuto gli omaggi per quattordici secoli».
Il concetto di Bailly di una rivoluzione a due stadi è ancora più evidente in un'altra delle sue presentazioni del lavoro di Copernico. Infatti, nel descrivere brevemente il passaggio dell'astronomia dai greci agli arabi, e dagli arabi agli europei, che avevano cominciato per primi a coltivare veramente questa scienza, Bailly scrive:
(Bailly nell'Histoire de l'astronomie moderne.)
Nell'annunciare, per di più, che «Copernico aveva fatto un grande passo verso la verità» Bailly indica che «la distruzione del sistema tolemaico è stato un preliminare indispensabile, e questa prima rivoluzione ha preceduto tutte le altre». Anche se Bailly non scrive espressamente che Copernico creò o iniziò una rivoluzione, non vi è alcun dubbio - dal testo, e soprattutto dalla frase precedente - che questa era la spina dorsale del suo discorso. Non solo, è molto probabile che quella di Bailly è stata una delle prime volte in cui, in un testo scritto, si è fatto riferimento ad una rivoluzione scientifica associata a Copernico.
In più di un capitolo della sua storia, inoltre, Bailly fa riferimento alla filosofia naturale di Newton in termini rivoluzionari. Così, dopo aver elogiato Newton per la sua modestia (a proposito della prefazione alla prima edizione dei Principia), Bailly scrive:
(Bailly nell'Histoire de l'astronomie moderne.)
L'uso, in questo passaggio, di un'ampia panoplia assortita di una metafora politica è ben evidente nell'immagine dei conquistatori che usurpano e spazzano via con violenza ogni traccia dei loro predecessori, un'immagine che contrasta invece la ragione e la verità con le quali si è mosso Newton. Ma, ancora, è da notare che anche in questo caso, con Newton, per Bailly la rivoluzione scientifica agisce in due stadi.

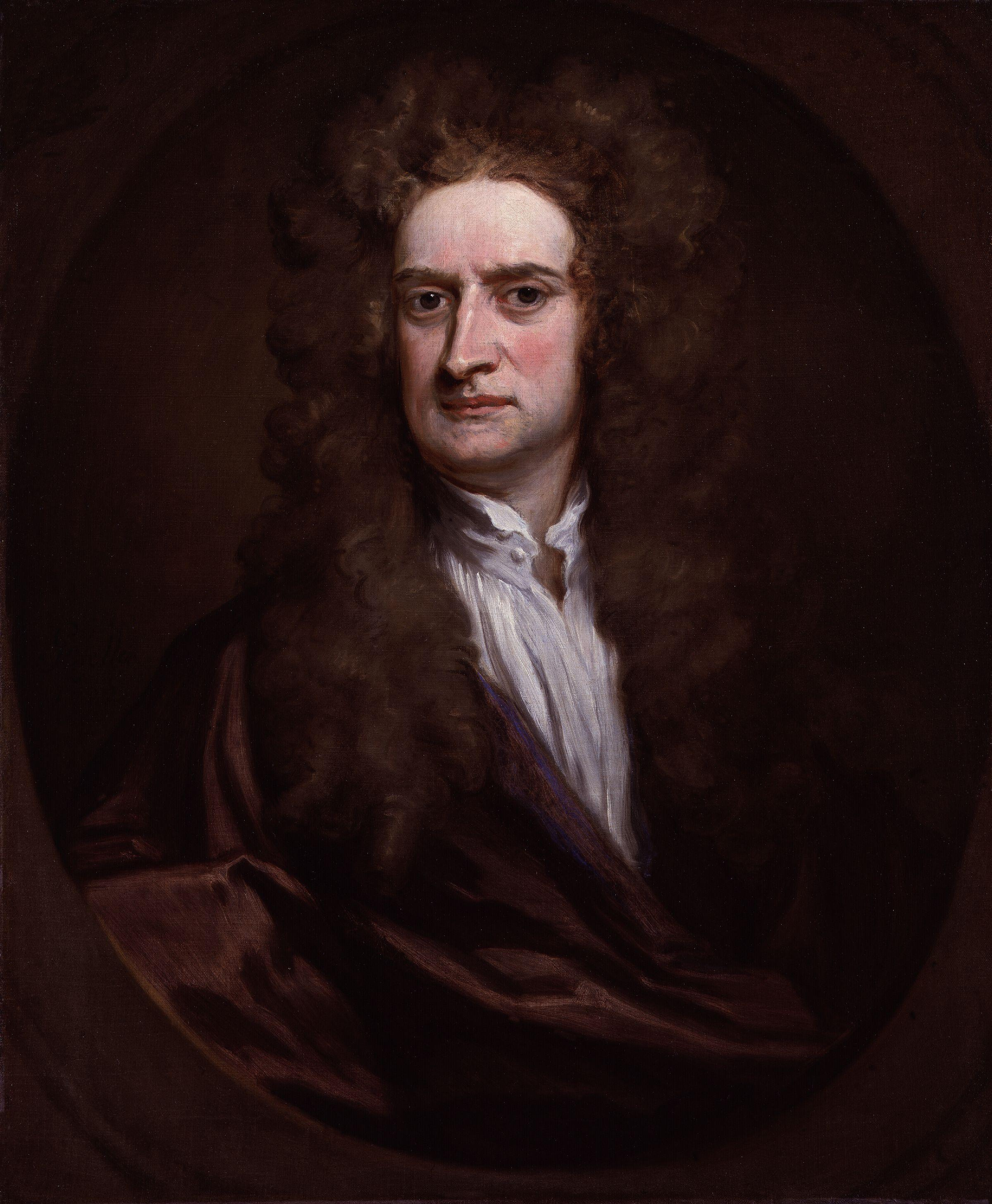
Sir Isaac Newton

Bailly avverte i suoi lettori, però, che anche se «il libro dei Principia di Newton erano destinati a generare una rivoluzione nell'astronomia» era tuttavia vero che «questa rivoluzione non avvenne improvvisamente».
Bailly però, apparentemente, non sembra aver applicato consistentemente i suoi "standard" nell'attribuire la dignità di "rivoluzione" ad altre radicali innovazioni in astronomia. Due esempi lampanti di innovatori geniali dell'astronomia che, per Bailly, comunque non meritavano il titolo di "rivoluzionari", furono Keplero e Galileo che comunque Bailly elogia come grandissimi «benefattori dello spirito umano».
Anzi, il concetto di "rivoluzione scientifica a due fasi" non viene sempre adottato da Bailly. Le due fasi sono presenti nell'illustrazione di Bailly delle grandi rivoluzioni associate a Copernico e Newton, ma non alle rivoluzioni associate all'invenzione del micrometro, né per le altre innovazioni tecniche, anche quelle predette da Bailly. Potrebbe sembrare che il concetto di "rivoluzione scientifica a due stadi" fosse un requisito solo per le rivoluzioni in larga scala, come l'introduzione di un nuovo sistema universale (Copernico), o di una nuova filosofia naturale, e di una nuova dinamica e meccanica celeste (Newton). Ma Bailly non attribuisce la qualifica di "rivoluzione" — expressis verbis — al lavoro di Ipparco, di Galileo o di Keplero. Per descrivere Keplero e Galileo Bailly continua ad usare metafore e immagini storico-politiche. Dopo una vivida descrizione dei risultati di Keplero, Bailly si rivolge a Galileo, e riferendosi ad entrambi scrive: «Tutti e due onorati da scoperte fondamentali, tutti e due ugualmente benefattori dello spirito umano, si elevarono alla stessa altezza e condivisero la stessa ammirazione degli uomini, come in precedenza i Cesari di Roma, seduti su due troni simili, hanno condiviso l'impero del mondo».
Keplero per Bailly ha soddisfatto la qualifica della "doppia fase" rivoluzionaria, dal momento che aveva prima «distrutto tutti gli epicicli che Copernico aveva lasciato sussistere» prima di introdurre i propri concetti di orbite ellittiche e di moto secondo le tre leggi di Keplero. Bailly si esprime sulla sua importanza, scrivendo «il privilegio dei grandi uomini è quello di cambiare le idee, e di annunciare le verità, e diffondono la loro influenza ai restanti secoli. Per questi due titoli Keplero merita di essere guardato come uno dei grandi uomini che sono apparsi sulla terra». In effetti Keplero è, per Bailly, «il vero fondatore dell'astronomia moderna». Nonostante tutto ciò Bailly comunque, inspiegabilmente, non considera che il lavoro di Bailly avesse costituito una "rivoluzione".
E lo stesso vale per Galileo Galilei, che prima dovette distruggere le nozioni aristoteliche universalmente accettate sul moto (includendo anche la distinzione tra il moto naturale e violento e la «ridicola», secondo Bailly, distinzione tra i corpi "naturalmente" pesanti e quelli "naturalmente" leggeri) prima di introdurre le sue leggi del moto accelerato e dei gravi, la risoluzione e la composizione del moto (ad esempio come trovare la traiettoria parabolica dei proiettili). Ma tutto ciò apparentemente, anche in questo caso, non meritava per Bailly, la designazione di "rivoluzione".
La stessa sorte è toccata a Cartesio. È degno di nota il fatto che, anche se Bailly apprezzava pienamente i notevoli contributi scientifici di Cartesio, non ha comunque trovato le innovazioni cartesiane degne di essere considerate rivoluzionarie. Bailly infatti riteneva che le osservazioni astronomiche fatte ponessero naturalmente la questione delle cause: «È stata un'idea sublime l'aver osato applicare le leggi del movimento generale dell'universo alle leggi del movimento dei corpi terrestri. Questa idea appartiene esclusivamente ai secoli moderni ed è dovuta principalmente a Cartesio». Naturalmente, per Bailly, la teoria dei vortici di Cartesio era una cattiva spiegazione del peso e, in generale, del sistema del mondo, ma Bailly insistette sul merito di questa teoria perché voleva fornire, almeno, una spiegazione meccanica del mondo. Inoltre, Bailly scrive che «ha scoperto che lo stesso meccanismo fa muovere corpi nel cielo e sulla superficie della terra; sebbene non abbia compreso questo meccanismo, non dobbiamo dimenticare che questo nuovo e grande pensiero è il frutto del suo genio. Quello che Cartesio ha proposto, Newton lo ha rispettato. Non bisogna rubare nulla alla gloria di questo grande uomo anzi, bisogna rendergli giustizia». Per Bailly in ogni caso «se Cartesio ha aperto la strada ad altre scoperte grazie sue invenzioni geometriche, Keplero ha comunque ha lasciato più verità fisiche di lui. Cartesio ha osato di più, e la sua audacia è la misura della sua forza, lui non ha mai mancato di essere sempre più saggio; infatti sembrava ignorare i finti fatti accettati del suo tempo».
In alcune occasioni, Bailly palesa anche la sua convinzione in un processo ciclico nello sviluppo dell'astronomia. Così una rivoluzione, anche per Bailly, potrebbe significare, in alcune occasioni, il ritorno ad una vecchia idea o un vecchio concetto o addirittura ad un vecchio principio.
Bailly astutamente osserva che non si può assumere sempre che una qualche idea non sia "rivoluzionaria" soltanto perché la stessa idea era stata ipotizzata in precedenza e poi abbandonata. L'esempio che dà è abbastanza curioso: «La terra è uno sferoide, e la sua figura assomiglia a quella di un uovo. Varrone aveva già fatto una comparazione, senza dubbio in conseguenza di qualche idea superstiziosa degli antichi. La teologia pagana supponeva che il mondo avesse la forma di un uovo; questa non è la prima volta che la superstizione e il profondo sapere, pur per cammini opposti, siano giunti alle stesse conclusioni».
Un'espressione più completa di cambiamento attraverso una rivoluzione ciclica è presentata da Bailly all'inizio del secondo volume della sua Histoire:
(Bailly nell'Histoire de l'astronomie moderne.)
Il fatto che Bailly fosse a conoscenza del possibile processo di sviluppo ciclico nelle rivoluzioni scientifiche, così evidente a chiunque praticasse astronomia, non diminuisce comunque la convinzione con cui egli usa il termine "rivoluzione" anche in questi casi. Così il concetto di rivoluzione come fenomeno caratterizzato da un cambiamento a due stadi piuttosto che ciclico non è così netto e anzi, entrambe le definizioni - secondo Bailly - possono coesistere, purché però il cambiamento generato sia di notevole entità. Poi, dal momento che l'astronomo francese utilizza questa parola nella sua Histoire de l'astronomie moderne, si può concludere che da quel momento in poi la parola "rivoluzione" e il suo nuovo, più ampio, significato divennero pienamente accettati nell'ambito della storia della scienza e dell'analisi della crescita dei concetti scientifici, dei metodi scientifici, e dei sistemi di idee.
Nel passaggio, inoltre, Bailly lascia intendere uno dei concetti più importanti della sua analisi storica della scienza: Bailly credeva che l'antica astronomia dei Caldei, degli Indiani, e dei Cinesi non fosse altro che un insieme di «macerie» della scienza di un «popolo anteriore» di cui si erano perse quasi completamente le tracce nel corso della storia. Questo popolo, per Bailly, «era stato distrutto da una grande rivoluzione». La perdita delle idee astronomiche di questa antica civiltà poteva essere avvenuta, per Bailly, «solo a causa di una grande rivoluzione che ne distrusse gli uomini, le città, le conoscenze, non lasciando che detriti». Secondo Bailly, «tutto concorda nel provare che questa rivoluzione ha avuto luogo sulla Terra...». Nella Table generale des matieres, ovvero l'indice, che copre sia i tre volumi della sua Histoire de l'astronomie moderne sia il singolo volume della Histoire de l'astronomie ancienne, i riferimenti a questa "rivoluzione" antichissima precedono addirittura i riferimenti alle rivoluzioni scientifiche dell'astronomia.

## Concezione storica e mitica
Durante la sua vita Bailly riuscì ad incarnare in sé sia l'establishment scientifico illuminista sia il processo rivoluzionario francese: insieme a Nicolas de Condorcet, suo grande rivale presso l'Accademia delle Scienze, Bailly era uno dei pochi rivoluzionari ad avere prima acquisito notorietà come philosophe e poi in campo politico. Ma la carriera di Bailly da intellettuale percorsa sia in ambito scientifico-astronomico, sia in ambito politico, mostra anche un nutrito interesse verso la storia e soprattutto illustra anche il tentativo da parte sua di trovare punti di convergenza tra la ricerca empirica e la speculazione mitologica. Condorcet infatti faceva riferimento al suo collega come «frère illuminé», alludendo alle presunte simpatie massoniche e metafisiche di Bailly, l'astronomo era ugualmente interessato sia di scienza sia di antiche tradizioni mitiche. Questo lato degli interessi di Bailly, sembrerebbe effettivamente in contraddizione con i suoi studi scientifici e fu per questo criticato dai suoi detrattori.

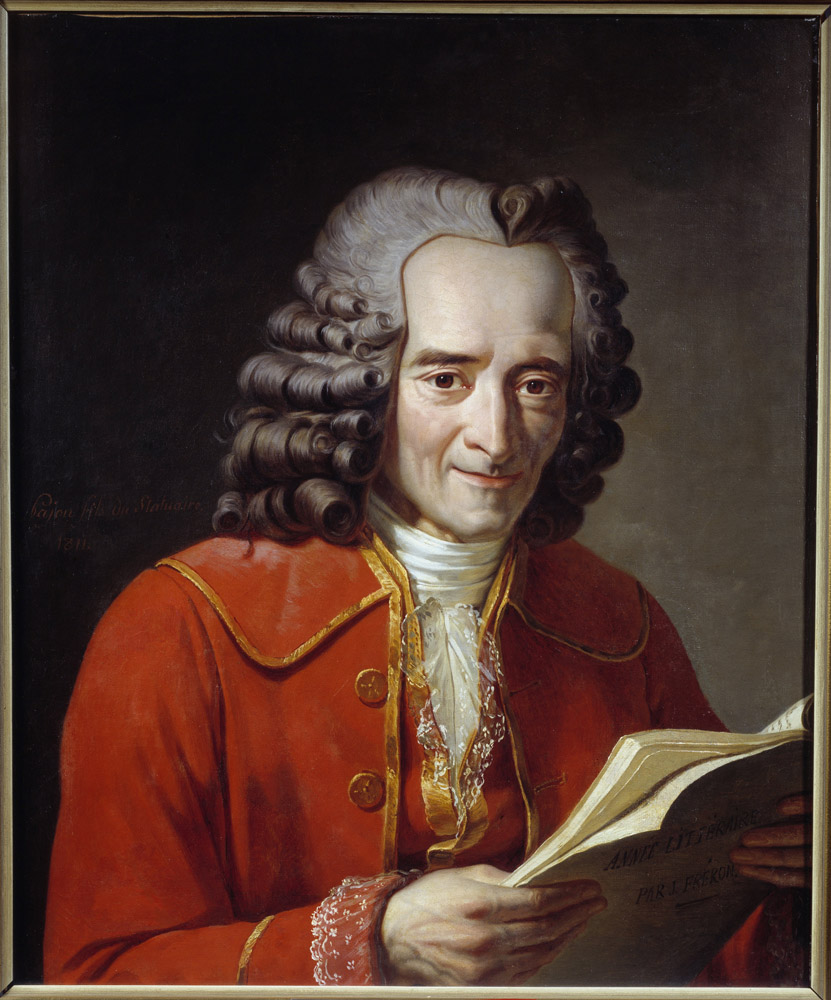
Voltaire che legge, Jacques Augustin Catherine Pajou, olio su tela, 1811.

Bailly era affascinato dal mondo preistorico, dal mondo mitico, soprattutto dalla tradizione di Atlantide. Questa sua attività di ricerca parallela fu, molto probabilmente, ispirata dall'opera a nove volumi di Court de Gébelin, Monde primitif, che pretendeva di descrivere in maniera dettagliata ed enciclopedica un mondo antico, preistorico ma abitato da una civiltà sofisticata e tecnologicamente avanzata. Il progetto di de Gébelin si era anche legato al mondo semi-segreto della massoneria francese: molte delle caratteristiche e delle usanze che lui attribuiva all'antica civiltà descritta nella sua opera sembravano progettate più che altro per fornire una secolare e venerabile genealogia ai vari rituali massonici. Questa influenza massonica è un po' meno evidente nel caso di Bailly, anche se ci sono prove che testimoniano la sua presenza nella prestigiosa Loge des Neuf Sœurs, a cui erano appartenuti Benjamin Franklin, lo stesso de Gébelin, l'astronomo Jérôme Lalande, e anche (sebbene solo per qualche settimana prima di morire) Voltaire. La loggia in effetti univa vari rappresentanti dell'empirismo settecentesco e degli storici versati nella speculazione mitologica.
Fu sotto questo duplice egida di scienza e speculazione mitologica che Bailly decise di abbandonare in parte l'osservazione astronomica al fine di concentrarsi sugli studi di storia e di mitologia e di scavare a fondo alle radici mitiche gli inizi della scienza, del progresso tecnologico ed anche delle conoscenze astronomiche. Il suo primo lavoro di questo tipo, vagamente ispirato all'Essai sur les mœurs et l'esprit des nations di Voltaire, fu l′Histoire de l'astronomie ancienne del 1775. Un altro libro, simile, fu anche l′Histoire de l'astronomie moderne, depuis la fondation de l'école d'Alexandrie jusqu'à l'époque de 1730, apparso invece in due volumi nel 1779. In questi scritti Bailly formulò la tesi per la quale sarebbe diventato famoso: pre-datando alcuni casi e studi astronomici documentati dalle civiltà del passato, sostenne l'ipotesi che dovesse esistere una civiltà preesistente, "antidiluviana", che prima delle altre aveva eccelso in campo astronomico. Solo l'esistenza di questa civiltà precedente avrebbe infatti potuto spiegare come mai gli indiani, i caldei, i persiani e addirittura i cinesi avevano potuto sviluppare conoscenze e pratiche astronomiche intorno allo stesso periodo (3000 a.C.). La tesi di una grande inondazione globale (l'episodio biblico del "diluvio universale") era ancora largamente accettata dalla comunità scientifica nel XVIII secolo: ad esempio Nicolas Boulanger, nella sua Antiquité dévoilée (1756), aveva tentato addirittura di dimostrarlo scientificamente adducendo varie prove geologiche; anche lui, come Bailly, aveva ipotizzato l'esistenza di una sofisticata civiltà antidiluviana. Bailly unì questa tradizione biblica con un altro classico mito legato all'oceano, il mito di Atlantide. Basandosi in gran parte sugli scritti di Platone, Bailly sostenne che la storia raccontata da Crizia nell'omonimo dialogo platonico, doveva essere presa alla lettera.
Ma Bailly aveva introdotto un elemento importante in questa storia: invece di situare Atlantide nel suo omonimo mare, l'oceano Atlantico, oppure in Estremo Oriente, dove lo stesso Voltaire l'aveva posizionata, Bailly reputò più consistente l'ipotesi che Atlantide si trovasse oltre il lontano nord, al di sopra del circolo polare artico. Del resto a Bailly le osservazioni di alcuni eventi astronomici, che si trovavano negli annali e nei documenti dei vari popoli meridionali dell'Asia, sembravano invece più legati a delle indagini svolte a latitudini più elevate. Così aveva ipotizzato luogo sul globo in cui vissero i popoli primitivi di Atlantide, ovvero il Polo Nord, diversamente dall'ipotesi di Voltaire In passato, inoltre, secondo la tesi baillyiana, questa zona avrebbe conosciuto un clima molto più permissivo e perciò sarebbe stata più facilmente abitabile; e in più solo questo sito settentrionale avrebbe potuto spiegare i costanti ritornelli mitologici e le usanze comuni a tutte le tradizioni religiose delle civiltà antiche: spiegabili perché in realtà tutte le civiltà deriverebbero dall'unico ceppo comune atlantideo. Da questo luogo infatti, gli Atlantidei migrati a Sud, si stabilirono in India, per poi trasferirsi ad Ovest, oltrepassando e colonizzando dopo l'India, anche l'Egitto, la Grecia, per arrivare, infine, in Europa. Prefigurando Hegel, Bailly affermò che: «lo scettro della scienza deve essere stato tramandato da un popolo all'altro» (Histoire, 3). Il movimento di queste conoscenze scientifiche però, diversamente da come Hegel riterrà, non era avvenuto da est a ovest, ma, per Bailly, da nord a sud.
Secondo Bailly, perciò, le popolazioni dell'Asia non erano state che eredi delle conoscenze di questo popolo antlantideo settentrionale, che aveva già sviluppato un'astronomia molto precisa. I cinesi e gli indiani, tanto rinomati per il loro apprendimento scientifico, non sarebbero stati per lui che semplici depositari.
Uno dei primi destinatari del lavoro di Bailly fu Voltaire stesso, che riconobbe la plausibilità delle sue tesi con una lettera incoraggiante (anche se leggermente sarcastica), che Bailly pubblicò assieme alla loro conseguente corrispondenza epistolare nella prefazione del libro del 1777, Lettres sur l'origine des sciences, et sur celle des Peuples de l'Asie, destinato proprio a Voltaire. In questo testo, Bailly cercò di confutare la convinzione di Voltaire sul fatto che i brahmani fossero il più antico popolo del mondo e che, come Voltaire sosteneva, c'era ancora un grande paese, vicino a Benares, dove l'età dell'oro di Atlantide continuava ad esistere (Voltaire aveva sviluppato questa idea nella sua breve storia La princesse de Babylone). Bailly invece insistette per individuare Atlantide molto più a nord, localizzandola nella mitica terra di Iperborea, la cui capitale era Thule. Questa terra doveva essere quella che aveva ospitato l'età dell'oro di cui poeti e storici antichi, come Erodoto o Esiodo, avevano narrato.
Anche se intanto Voltaire era morto prima che potesse rispondergli dopo la pubblicazione, Bailly comunque pubblicò un ulteriore libro per difendere la sua tesi, le Lettres sur l'Atlantide de Platon et sur l'histoire de l'ancienne Asie (1779).

## Pensiero antropologico

### L'uomo come "animale superiore"
Un sottoprodotto delle indagini sul magnetismo animale svolto da una commissione accademica presieduta da Bailly, fu una lettera scritta da Bailly, la Lettre à M. Leroy, Lieutenant des chasses, sur la question si les animaux sont entièrement privés d'imagination. Essa fu inviata il 23 settembre 1784 a Charles Georges Leroy, luogotenente della capitaneria di caccia del re, membro dell'Accademia delle scienze e autore di una delle prime opere etologiche. Nella Lettre Bailly si interessa principalmente della questione legata alla presenza dell'"immaginazione" negli animali o se esso sia un tratto caratteristico unico degli uomini. Bailly scrisse: «Sento ripetere da ogni parte oggi, signor Leroy, che gli animali sono privi di immaginazione; è diventato un principio; in realtà è una questione aperta». In realtà però il trattato va oltre e diventa una vera e propria trattazione antropologica e spiega bene la visione che Bailly aveva dell'essere umano.
Bailly era restio a pensare che l'uomo fosse solo una sorta di animale superiore, ma è a questa conclusione che lo portarono le sue argomentazioni. Egli inizia affermando che la differenza tra l'uomo e animale, è una differenza «ha a che fare con la nostra essenza immortale». Ma le somiglianze, ammette, superano le differenze. Se l'uomo e l'animale si assomigliano fisicamente, se hanno gli stessi organi che svolgono le stesse funzioni, se tutti i processi di pensiero possono essere tracciati dalle percezioni sensoriali, allora è possibile che gli animali sono capaci di pensare come l'essere umano.
Bailly definisce il pensiero come un duplice processo: memoria ed immaginazione. La memoria riceve e conserva le immagini e le impressioni; l'immaginazione invece le riproduce a volontà in nuovi arrangiamenti e sequenze. «Pertanto — scrisse Bailly — immaginare è come ricordare. La memoria e l'immaginazione sono differenziate solo dalla forza delle impressioni. La memoria è la storia delle cose, come cose passate. L'immaginazione è invece la pittura di cose presenti». Ridotte a queste dimensioni, allora, la memoria e l'immaginazione degli animali non possono essere discutibili. Anche loro sono in grado dunque di pensare e di immaginare, ma ovviamente «con la misura e i termini imposti alla loro specie». Bailly mostra in questa lettera il suo debito di gratitudine alle interpretazioni di La Mettrie (il primo ad aver ipotizzato, nel 1750, che l'uomo avesse avuto origine dagli animali) e a Condillac (esponente del sensismo secondo cui anche gli animali erano in grado di acquisire e memorizzare le esperienze). E quando Bailly suggerisce una differenza tra l'uomo e gli animali dice che essa esiste ad un solo livello: «la natura ha fatto tutto secondo uno stesso progetto, con delle leggi generali, e non differenzia se non con il più o il meno». Ecco dunque, per Bailly la differenza sta nell'intensità di queste capacità; così come alcuni animali possiedono sensi migliori dell'uomo, l'uomo a sua volta ha capacità intellettive più sviluppate. Anche le specie animali, secondo Bailly, sono in grado di pensare, di avere dunque memoria ed immaginazione, anche se in misura molto inferiore a quelle dell'uomo. Ciò che fa prevalere l'uomo sugli altri animali è allora, secondo Bailly, «l'incontro di tutti i vantaggi e la superiorità di tutti i doni naturali». Mentre nelle altre specie le qualità (soprattutto sensoriali) sono irregolarmente distribuite, l'uomo non solo ha capacità sensoriali equamente distribuite, ma ha anche delle qualità intellettive che negli altri animali non sono mai così sviluppate. «Quello che caratterizza peculiarmente la sua natura — dice Bailly riferendosi all'essere umano — è il potere di richiamare alla mente le sue innumerevoli sensazioni, di rinnovarle quando vuole con tutta la loro energia. L'animale ha memoria e immaginazione, e anche qualche barlume inventivo, ma solo quando le circostanze lo forzano a ricordare o ad immaginare, e quando l'urgenza richiede inventiva; invece l'uomo ricorda, immagina, inventa, per così dire, quando vuole».

### Determinismo geografico
Leibniz aveva colpito Bailly come esempio potente della compulsione dell'apprendimento, della necessità e della soddisfazione di collegare i fatti ai fatti. Emancipatosi dai suoi studi di legge, Leibniz fu obbligato a rivolgersi alla spiegazione filosofica del diritto e delle sue radici storiche. Egli si rese conto che la legge era il risultato di una catena storica di eventi e che questi eventi formavano l'immagine degli usi e dei costumi dell'uomo.

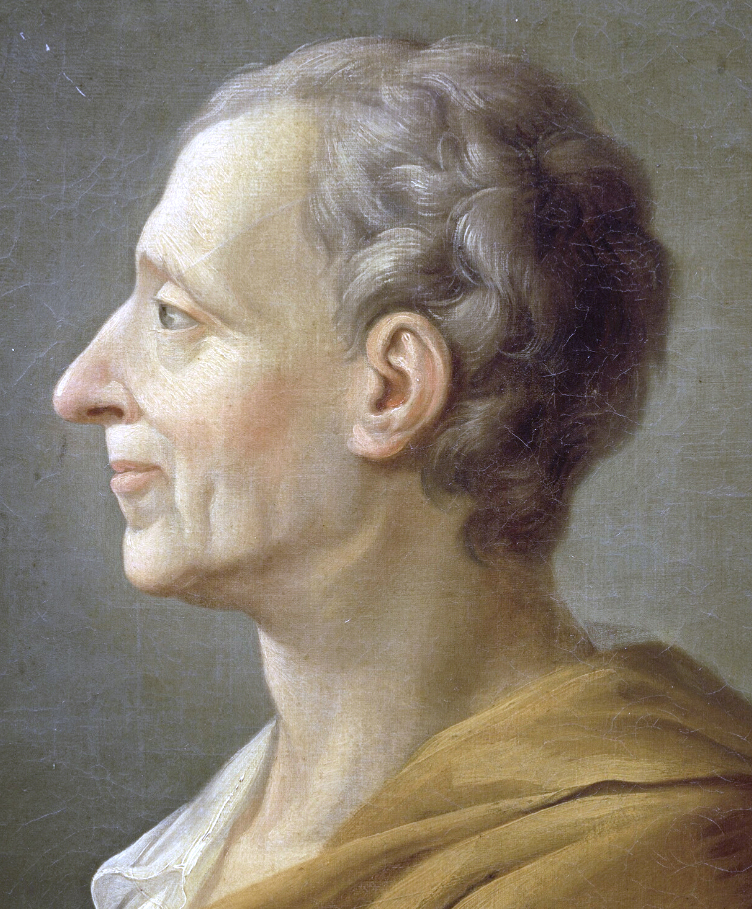
Montesquieu

Leibniz aveva osservato, secondo Bailly, prima di Montesquieu, che la società era il risultato sia dell'ambiente sia del talento e delle qualità degli uomini che la costituivano. In questo caso Bailly fa riferimento al determinismo geografico, da lui apprezzato e successivamente adoperato nelle opere seguenti: secondo tale teoria le strutture politiche e sociali di un popolo dipendono in parte dall'ambiente in cui esso vive. Leibniz aveva infatti notato, «giustamente» secondo Bailly, la relazione tra libertà, schiavitù, tirannia e democrazia da un lato e clima, terreni, e condizioni fisiche associate dall'altro.
Secondo la tesi del determinismo geografico, propugnata da Bailly e almeno parzialmente ripresa da Montesquieu e Leibniz, esiste infatti un rapporto stretto di causalità tra il clima e le forme di governo, tra il clima e il progresso delle arti e delle scienze. In qualche modo dunque, il clima e le condizioni esterne, dovevano influenzare - secondo i teorici del determinismo geografico - la forma mentis e il comportamento delle persone che vi abitavano e, in larga scala, anche la struttura delle loro società. Nell'Esprit des lois, ad esempio, Montesquieu sosteneva che: «la codardia dei popoli che abitavano i climi caldi li ha quasi sempre resi schiavi e il coraggio dei popoli climi freddi li ha invece tenuti liberi» e rese popolare la teoria, articolata già dagli antichi greci, secondo cui l'estremità torrida e quella polare impedivano lo sviluppo fisico e intellettuale dell'uomo, mentre la zona temperata aveva permesso all'umanità che vi abitava di raggiungere la piena fruizione intellettuale.

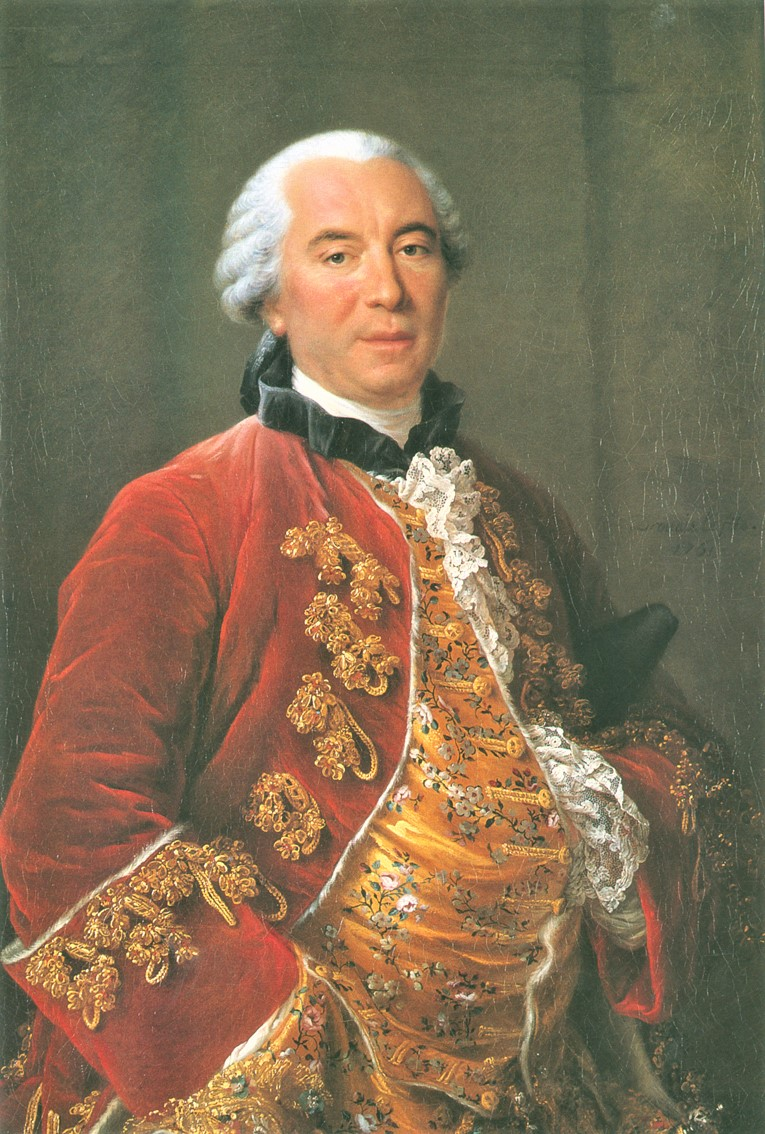
Georges-Louis Leclerc de Buffon

Questi sentimenti sono stati ampiamente ripresi dall'insigne naturalista, Buffon, protettore di Bailly, la cui Histoire naturelle sottolineava la superiorità degli abitanti della zona temperata rispetto ai popoli nordici e a quelli dei tropici, dichiarando sui primi che «è in questo clima che si dovrebbe formare un'idea del vero colore naturale dell'uomo» dal quale poi le altre "varietà" umane erano a suo giudizio degenerate.
E mente Montesquieu e Buffon sottolineavano la superiorità dell'ambiente temperato, loro e molti dei loro contemporanei incominciarono a rivalutare i relativi meriti dell'Oriente e dell'Occidente.
Bailly attinse proprio al determinismo climatico per sostenere, nella sua concezione storica, che la scienza dell'astronomia era emersa nel nord ed era poi, da lì, discesa verso il sud. Nell'Histoire de l’astronomie ancienne Bailly scrisse che: «Un clima temperato dà alla costituzione umana questa miscela felice di forza e di attività, necessaria per il progresso della conoscenza. Una volta che la scienza fu trapiantata nei paesi caldi, invece, è rimasta stazionaria. Gli uomini, [...] trovando indolenza e morbidezza in questi climi, hanno perso il loro genio. [...] Orgogliosi dei meriti dei propri antenati, gelosi dei "detriti" dei loro tesori, ma anche cullati e appesantiti dalla pigrizia, hanno conservato tutto ciò che sapevano senza produrre nulla».
In pieno accordo con il determinismo geografico illuminista, Bailly sostenne nelle Lettres sur l’origine des sciences che i popoli dell'India e della Cina, pur non essendo inferiori come uomini rispetto agli Europei, mancavano però dello «spirito d'inventiva» ed erano «senza energia o movimento», necessari per il progresso scientifico, ma non per loro colpa, quanto come necessaria conseguenza dell'ambiente climatico in cui vivevano che li aveva plasmati in questo modo. Citando il gesuita studioso Parrenin sul conservatorismo degli astronomi di corte cinesi, che percepivano tutte le novità come pericolose e minacciose, Bailly rimarcò che: «Se noi in Europa pensassimo come loro, non avremmo avuto Cartesio, Galileo, Cassini, o Newton». Bailly concluse che i Cinesi «non hanno mai avuto il vero spirito delle scienze e, dicendolo senza mezzi termini, manca loro del genio». Similmente, Bailly mise in contrapposizione la presunta "decadenza" dell'India attuale, con il suo glorioso passato, scrivendo «Vedo ovunque in mezzo a loro una filosofia degenerata, precetti dei quali hanno perso il significato, verità fisiche coperte con uno stile figurativo che dà loro un carattere fiabesco».
Le fonti missionarie gesuite su cui sia Voltaire che Bailly si basavano per avere informazioni sull'antica India rafforzarono ulteriormente questa narrativa di un glorioso passato e di un presente decadente. Il filosofo e storico indiano Dhruv Raina ha osservato che i trattati dei gesuiti sull'India affermavano che "l'idolatria Indù" non era altro che una discendente degenerata della pura e originale religione naturale del genere umano, emersa in seguito alla dispersione dei popoli dopo la distruzione della torre di Babele, un'interpretazione progettata per supportare il dogma della monogenesi e l'universalità del monoteismo primordiale.
Allo stesso modo, gli autori gesuiti, come padre Gaston-Laurent Cœurdoux, fecero risalire la migrazione dei primi Brahmani in India da nord, collegandoli implicitamente a un'origine biblica. Facendo eco a tali argomentazioni, ispirate teologicamente, in un registro laico, Bailly sostenne che «gli indiani estranei a se stessi», che ha spiegato, sostenendo «che i brahmani non sono indiani». Essi, secondo lui, lo riconoscevano, e dicevano che i brahmani sono arrivati dal nord. Questa è la tradizione e, contemporaneamente, la prova di una migrazione.

### L'antirazzismo di Bailly
Lo storico contemporaneo Edelstein ha sostenuto che la teoria storica di Bailly sulla migrazione degli Atlantidei, dovuta alle variazioni climatiche, aveva «mobilitato il mito» di Atlantide, rendendolo un «significante fluttuante, un indicatore di superiorità culturale e di originalità che si sarebbe poi potuto apporre a qualsiasi luogo e a qualsiasi popolo con cui i migranti Atlantidei sarebbero potuti entrare in contatto». Di conseguenza, Edelstein conclude dicendo che «piuttosto che orientalizzare Atlantide, [Bailly] ha Atlantizzato l'Oriente», rendendo «la gente bianca del nord Europa, gli Iperborei, responsabili delle conquiste culturali e degli splendori dell'Oriente».
Non è d'accordo lo storico David Harvey secondo cui, sebbene Edelstein sia nel giusto nell'abbozzare una genealogia che colleghi Bailly alle successive speculazioni storico-razziali (anche degli ideologi razziali del nazionalsocialismo), suggerisce che «questa geneologia» porterebbe «a leggere nelle opere di Bailly un determinismo biologico razzista che in realtà è assente nel suo lavoro». Mai nelle Lettres sur l’Atlantide Bailly infatti identifica gli Atlantidei come una razza bianca; da nessuna parte nelle sue opere egli discute il colore della pelle, né ha la minima intenzione di dividere l'umanità in razze distinte con caratteristiche biologiche fissate. Harvey conclude che: «Piuttosto che le rigide gerarchie razziali del XIX secolo, l'opera di Bailly vuole riecheggiare con forza solo il determinismo climatico di Montesquieu e Buffon».
Marvin Harris ha notato che il determinismo climatico è rimasto il paradigma dominante nelle teorie illuministe sulla differenza umana, sostenendo che «il razzismo scientifico è rimasto un punto di vista di minoranza fino a dopo la rivoluzione francese». Pertanto il racconto di Bailly sugli antichi Atlantidei, in contrasto con la successiva elaborazione del «mito ariano», non voleva "razzializzare" i diversi popoli preistorici di cui discute nella sua storia speculativa, ma attribuisce loro quei caratteri dovuti a quello che Montesquieu chiamava «l'impero del clima». In altre parole le differenze sociali, fisiche e mentali tra le varie popolazioni, secondo Bailly, piuttosto che dipendere da differenze razziali non meglio specificate, non erano altro che variazioni dovute alle differenti fenomenologie ambientali dei luoghi in cui vivevano.
Bailly non ha bisogno di costruire (né costruirà mai) una gerarchia delle razze umane perché, semplicemente, non si esprime mai sull'esistenza stessa delle razze. L'unico appunto a ciò è che per Bailly sia esistita una popolazione antichissima, di cui ormai si erano perse completamente le tracce, che aveva civilizzato sia gli antichi popoli orientali Indiani e Cinesi, sia il Mediterraneo, entrando in contatto con gli Egizi, i Fenici e i Greci e passando loro tutta la propria cultura scientifica, in qualche modo "istruendoli". Non c'è alcun dubbio per Bailly che questa antica popolazione Atlantidea fosse superiore alle altre da un punto di vista scientifico e tecnico, ma nulla lascia presagire che lo fosse anche da un punto di vista biologico né, filosoficamente, "essenziale". E soprattutto se gli altri popoli, come quelli orientali, per Bailly erano «cullati e appesantiti dalla pigrizia» oppure privi di «spirito d'inventiva» e «senza energia o movimento, incapaci quindi di produrre nuove conoscenze scientifiche», non era perché questi fossero effettivamente "inferiori" agli Atlantidei, ma solo perché l'ambiente climatico eccessivamente caldo in cui vivevano li aveva modellati e resi così. In questo senso le differenze (fisiche e mentali) esistevano, secondo il determinismo geografico di Bailly, solo per motivi ambientali ed assolutamente non razziali.
Nonostante ciò comunque, secondo Harvey «Edelstein ha ragione nell'osservare che il progetto di Bailly si appropriò in modo efficace delle conquiste culturali dell'antica Asia per attribuirle ad una civiltà primordiale ancora più antica, che era legata per lingua, prospettiva scientifica e dinamismo all'Europa a lui contemporanea». Anche lo storico indiano Dhruv Raina concorda con questa valutazione, scrivendo che le «ipotesi antidiluviane [di Bailly] possono essere viste retrospettivamente come un tentativo di deprivare i popoli non europei dell'invenzione della scienza».
La teoria di Bailly sull'Atlantide nordica, dopo tutto, emerse dal suo progetto, inizialmente ben più ampio, di studiare le origini e l'antica storia dell'astronomia. Nella sua Histoire de l'Astronomie ancienne, Bailly in primo luogo aveva ipotizzato l'esistenza di un popolo antidiluviano illuminato, «maestro di tutti i popoli d'Oriente, popoli che erano i depositari [di queste conoscenze], fino a che il genio dell'Europa è venuto a riprendere il filo delle idee astronomiche».
Le opere macro-storiche di Bailly esemplificano ciò che Karen O'Brien ha definito «narrazioni illuminate», racconti secolari che sbandieravano la scienza e il progresso sulla superstizione e il barbarismo. L'Atlantide artica di Bailly sposta l'Eden biblico come culla dell'umanità, e lo studio sistematico della natura, piuttosto che la rivelazione divina, diventava la fonte di ogni sapienza. La «narrazione illuminata» di Bailly, tuttavia, si fondò su una distinzione profondamente problematica tra i popoli cosiddetti attivi e quelli passivi, anche se Bailly attribuisce questa dicotomia solo alla causalità del clima piuttosto che a presunte ed intrinseche caratteristiche "razziali".
Tuttavia gli storici sono concordi nel dire che, in ultima analisi, Bailly abbia voluto negare alle antiche civiltà dell'Asia l'onore di essere state i primi maestri del genere umano, e attribuì tale titolo ad un popolo perduto preesistente che abitava molto più a nord, e che era entrato nella storia travalicando il Caucaso, un luogo che, non Bailly ma alcuni dei suoi contemporanei e numerosi suoi immediati successori, celebrarono come la culla della razza dei bianchi europei, gli ariani. Bailly aveva ulteriormente contrapposto la libera e vigorosa Europa ad un'indolente e dispotica Asia, in un'opposizione binaria con la quale, come ha sostenuto Edward Said, gli europei moderni sono arrivati ad autodefinirsi in relazione ad un «Oriente stereotipato». Eppure la critica di Bailly esiste solo ad un livello sociopolitico e di progresso culturale mentre non c'è alcun riferimento razziale; c'è però in questo suo tentativo di «Atlantizzare l'Oriente» una tendenza eurocentrica, ovvero una manifestazione della superiorità culturale europea su quella orientale, basata però soltanto su motivazioni ambientali e propugnata dalle contemporanee teorie del determinismo climatico.
Va comunque specificato che lo stesso Bailly mostrò a più riprese nella sua azione politica posizioni fortemente antirazziali. Ad esempio fu uno dei membri di quel gruppo di politici liberali che volevano emancipare gli ebrei; da sindaco di Parigi assicurò il passaggio del decreto del 27 settembre 1791 (confermato poi il 30 novembre dello stesso anno), che dichiarò definitivamente gli ebrei cittadini francesi a tutti gli effetti, con gli stessi diritti e gli stessi privilegi di tutti gli altri. Questo decreto inoltre abrogava le tasse speciali che erano state imposte agli ebrei, così come tutte le ordinanze esistenti contro di loro. Né le minacce né le caricature che lo ridicolizzavano dissuasero Bailly ad appoggiare questo provvedimento. La sua adesione fu incrollabile a quello che egli considerava come dovere di un magistrato giusto e retto, e ciò gli provocò anche un certo rischio personale.
Il sentimento antirazziale di Bailly viene mostrato anche nel suo endorsement al piano del deputato Garat. Esso prevedeva che, per le colonie francesi di Santo Domingo, venisse eletto - nell'assemblea parlamentare - un numero di rappresentanti proporzionale solo alla popolazione bianca e non al totale degli abitanti (che per la maggior parte era gente di colore). Nelle sue Mémoires di un témoin de la révolution Bailly infatti scrisse:
(Bailly nelle sue Mémoires di un témoin de la révolution.)
Bailly pensava che fosse del tutto ingiusto che le persone di colore venissero escluse dalle elezioni, non potendo né votare né ovviamente candidarsi. Lungi dal voler rifiutare delle concessioni ai popoli di colore, con questo atto, accettato da Bailly, si voleva semplicemente approvare un provvedimento che limitava ad hoc la rappresentanza della popolazione bianca di Santo Domingo proprio perché i neri, ancora trattati ingiustamente come schiavi, non erano ammessi alle urne e perciò non potevano eleggere dei delegati che li rappresentassero. Altrettanto evidente è la convinzione di Bailly che l'abolizione della schiavitù e la successiva estensione del diritto di voto ai neri saranno la tendenza inevitabile del secolo (la motion du siècle), una «grande operazione di giustizia e umanità», pur nella consapevolezza che essa sarebbe dovuta essere preparata «con molto anticipo prima di essere completata». L'atto di Garat voleva quindi essere - nella visione di Bailly - un piccolo passo in avanti verso il futuro raggiungimento degli eguali diritti nei confronti delle popolazioni di colore.

## Pensiero politico
Nella sua visione politica, Bailly sembra avvicinarsi a Voltaire, che sarebbe diventato più in là il suo nume tutelare, a Montesquieu e, soltanto in alcuni passaggi, Rousseau. La visione contrattualistica invece riprende per certi aspetti John Locke.

### Una "monarchia costituzionale"
Grazie al materiale contenuto nelle sue Mémoires, abbiamo alcune informationi sulle visioni politiche di Bailly alla vigilia della Rivoluzione francese. Egli fu di sicuro profondamente influenzato dalle teorie politiche dell'Illuminismo. André Morellet elenca, in parte a torto, Bailly come uno dei membri più fortemente rivoluzionari dell'Accademia di Francia (infatti va detto che le dichiarazioni di Morellet erano comunque influenzate dalle sue tendenze ultramonarchiche).
La presenza del re, per Bailly, è indispensabile in quanto incarnazione della legge e il simbolo della volontà popolare. «Un re è la legge resa vivente» scrive Bailly. Questi infatti, nella sua ora più rivoluzionaria, quando divenne prima presidente dell'Assemblea nazionale e poi sindaco di Parigi, non perse mai il suo rispetto per la legge, che egli considerava come un'estensione dei principi naturali. Secondo Bailly il sistema monarchico era, in una visione contrattualistica della storia ispirata da Locke, il compromesso che la saggezza umana aveva ideato tra gli eccessi dell'anarchia e quelli del dispotismo. Il monarca era il principale agente della legge. Se anche avesse potuto comandare tutto, era perché avrebbe comunque dovuto rappresentare la somma totale della volontà popolare; se tutti erano obbligati ad obbedirgli, era perché «loro stessi se l'erano proposto». Questa cessione dei diritti della popolo alla volontà di un singolo individuo dipendeva dunque un patto, un vincolo sacro che imponeva al popolo di obbedire al monarca e al monarca di obbedire al popolo. Il monarca quindi aveva l'obbligo di essere giusto, buono e illuminato. In questo tratto la dottrina politica di Bailly riecheggia con forza quella di Montesquieu, Voltaire e Rousseau.
Bailly elogiò ad esempio il re Carlo V di Francia (nell'omonimo elogio) anche per la sua alta moralità. Un re infatti, in quanto incarnazione universale della legge, deve vivere egli stesso secondo una legge morale interiore, in modo che la sua condotta sia esemplare davanti al popolo. Qui, in effetti, si può leggere una previsione di quelle che poi sarebbero state le politiche che Bailly avrebbe portato avanti come sindaco di Parigi. Ma anche altri sono i motivi di elogio che Bailly mostra nei confronti di Carlo V, che così diventa l'esempio di monarca che Bailly cercava: la soppressione, da parte del re, del vizio nella capitale; il suo incoraggiamento all'agricoltura, all'industria e al commercio; e il suo interesse per l'educazione e l'apprendimento. Sull'importanza dell'educazione e della cultura, ben dimostrata dal re, Bailly scrive ad esempio:
(Bailly nell′Éloge de Charles V.)
Nel passaggio Bailly fa riferimento alla fondazione della prima Bibliothèque du roi presso il tour de la librairie dell'antico Louvre.
Bailly era invece certamente insoddisfatto dell'autocratica ed irresponsabile monarchia francese del suo tempo. Oltre ad essere estremamente critico nei confronti del ministro delle Finanze Brienne e del controllore generale Calonne, Bailly rimproverò l'Assemblée des notables che si era riunita nel 1787 per il fatto che si era preoccupata più che altro solo dei propri privilegi ed interessi.
Bailly esaltò solo successivamente Necker e il re, Luigi XVI, come uomini responsabili per aver chiamato gli Stati Generali, e, quindi, per aver fornito alla nazione francese i mezzi per recuperare i propri diritti e per auto-trasformarsi in una "monarchia moderata", come lui stesso desiderava. Il suo ideale politico, che continuò ad avere durante tutto il periodo rivoluzionario, era la monarchia costituzionale, con un'autorità divisa tra il re e un'assemblea rappresentativa.

### La diatriba contro la guerra
Bailly aveva posizioni fortemente antimilitariste. Perciò pur dopo aver lodato Carlo V di Francia, egli riconobbe politicamente che questi fu anche un re guerriero. Bailly, contrario ad ogni forma di guerra, afferma infatti che purtroppo: «Il ferro è malauguratamente l'arbitro delle nazioni». Per giustificare comunque le guerre di Carlo, Bailly le interpretò come difensive, condannando al tempo stesso le guerre di aggressione e gli ingrandimenti territoriali.
(Bailly nell′Éloge de Charles V.)
Bailly afferma, polemizzando contro gli effetti nefasti della guerra, che «se la natura avesse creato solo degli eroi di guerra, la terra sarebbe stata presto deserta». Perciò un re che voglia dirsi «benefattore degli uomini non può anche esserne il distruttore», non può essere, cioè, un re-conquistatore che attui infausti conflitti.

### L'obiettivo politico di Bailly
L'obiettivo politico di Bailly, quando questi entrò in politica, fu parallelo a quello degli elementi moderati dell'Assemblea nazionale, lo stesso della maggior parte dei suoi colleghi nel governo municipale: ovvero una "rivoluzione limitata", quanto più libera possibile da spargimenti di sangue e disturbi d'ogni sorta e che, soprattutto, mantenesse la monarchia, anche se temperata da una carta costituzionale e coadiuvata da un'assemblea rappresentativa.

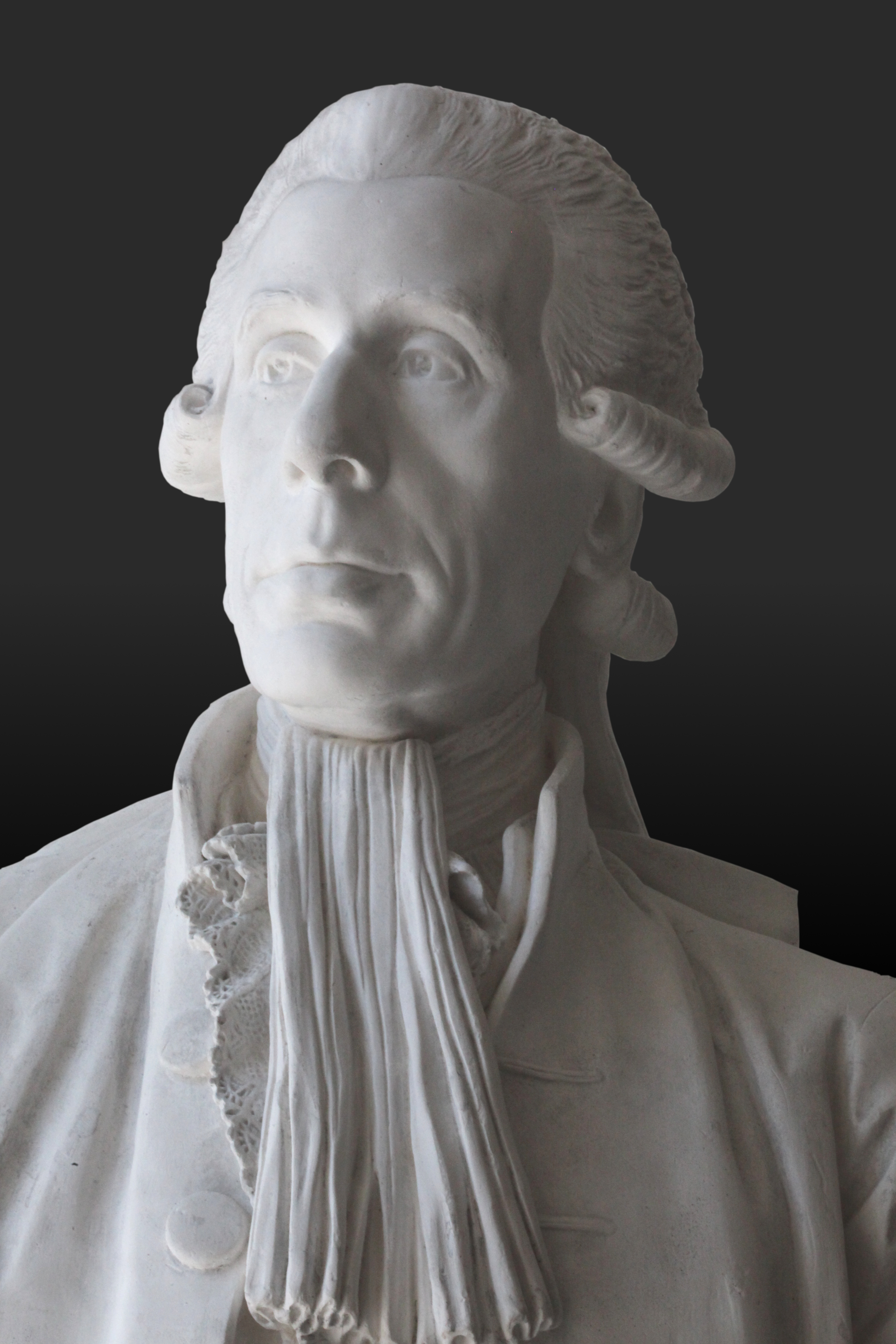
Busto di Jean Sylvain Bailly, Louis-Pierre Deseine, Castello di Vizille.

Bailly inizialmente pensò, a torto, che il giorno della Presa della Bastiglia aveva segnato la fine definitiva della rivoluzione; in quel giorno infatti, scrive Bailly, la rivoluzione poté «essere considerata come completata...» specificando che «adesso mancherebbe soltanto fissare la questione dei poteri della Costituzione». Nell'applicare tali misure, che erano necessarie per costruire un nuovo ordine politico, Bailly consigliava comunque «cautela». Per esempio, accettò in linea di principio i decreti dell'Assemblea del 4 agosto 1789 che aveva abolito molti dei privilegi feudali, eppure credeva che le misure adottate avrebbero dovuto essere rinviate fino a quando la situazione non sarebbe stata più stabile.
In termini pratici il programma di Bailly coinvolgeva il mantenimento del monopolio politico da parte della classe media, attraverso l'esclusione dal potere dei gruppi privilegiati e delle classi inferiori non affrancate. Un principio cardine, quasi platonico, del suo credo politico era che la rivoluzione dovesse essere diretta e indirizzata dall'intellighenzia, dai lumières, ovvero dall'establishment scientifico. Il «popolo», i "non illuminati", dovevano essere saldamente trattenuti e frenati da intellettuali ben più competenti di loro, in modo da essere "illuminarti" a loro volta. Commentando, ad esempio, l'inclusione dei Droits de l'Homme nella Costituzione nazionale Bailly, pur lodando le idee filosofiche di base, si espresse in modo critico: «stabilire una base costituzionale della dichiarazione dei diritti dell'uomo è un ottimo piano filosofico, ma queste idee metafisiche piuttosto che illuminare la moltitudine la inducono in errore. Questo infatti è un modo per isolare l'individuo e per fargli dimenticare che egli è circondato dai suoi compagni. Insegnargli i suoi diritti prima dei suoi doveri non fa altro che aprire la strada ad abusi di libertà e al dispotismo individuale». Per Bailly è giusto che tutti i cittadini possano godere degli stessi diritti di libertà individuale, eppure c'è bisogno di dare una certa priorità anche ai doveri costituzionali, per impedire che qualcuno, non "illuminato" dai lumi della Ragione, possa abusarne per fini dispotici personali. Sarebbe completamente sbagliato intendere in modo reazionario l'osservazione di Bailly secondo cui «insegnare [all'individuo] i suoi diritti prima dei suoi doveri non fa altro che aprire la strada ad abusi di libertà e al dispotismo individuale». Se si legge Bailly nell'ottica di Montesquieu, Voltaire e Rousseau, non si può sbagliare nel realizzare che anche Bailly, da savant idealista qual era, stava dalla parte dei diritti umani.

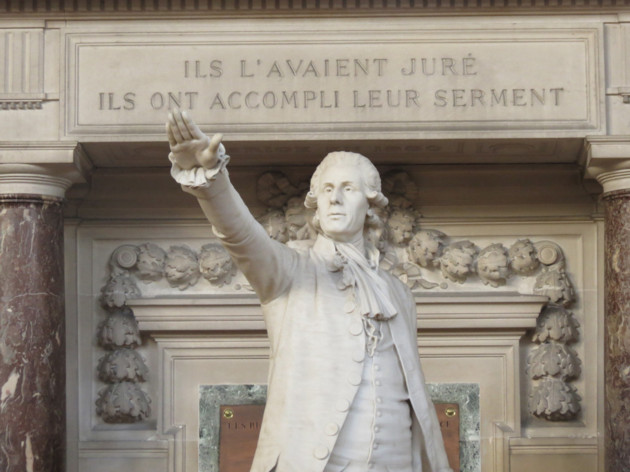
Statua di Jean Sylvain Bailly, René de Saint-Marceaux, opera in marmo, Salle du Jeu de paume (Versailles).

In ogni caso, secondo Bailly, però alcuni diritti dovevano essere limitati ad una fetta ristretta della popolazione, culturalmente preparata: ad esempio il diritto di voto e il diritto di portare armi. Ogni uomo, per Bailly, prima di possedere armi dovrebbe avere abbastanza proprietà intellettuale da capire che «ha più da guadagnare sottomettendosi alla legge che violandola». Mai durante i suoi due anni di mandato come sindaco di Parigi Bailly venne meno alla sua politica volta al duplice obiettivo di soffocare quelle forze che si sforzavano a prolungare la rivoluzione, e di prevenire che il potere dell'ancien régime potesse risorgere in modo da distruggere le conquiste rivoluzionarie che erano state ottenute.
Avere un re, limitato nell'autorità dalla costituzione, era una parte essenziale del programma rivoluzionario dei moderati come Bailly, eppure la devozione dello stesso Bailly nei confronti dell'istituzione regia era un principio fissato del suo credo politico. Non c'è alcun dubbio sul fatto che questo attaccamento verso la monarchia fosse sincero, sebbene Bailly non fosse affatto un assolutista né un realista ma semplicemente un monarchico moderato.

### Il mito del buon selvaggio

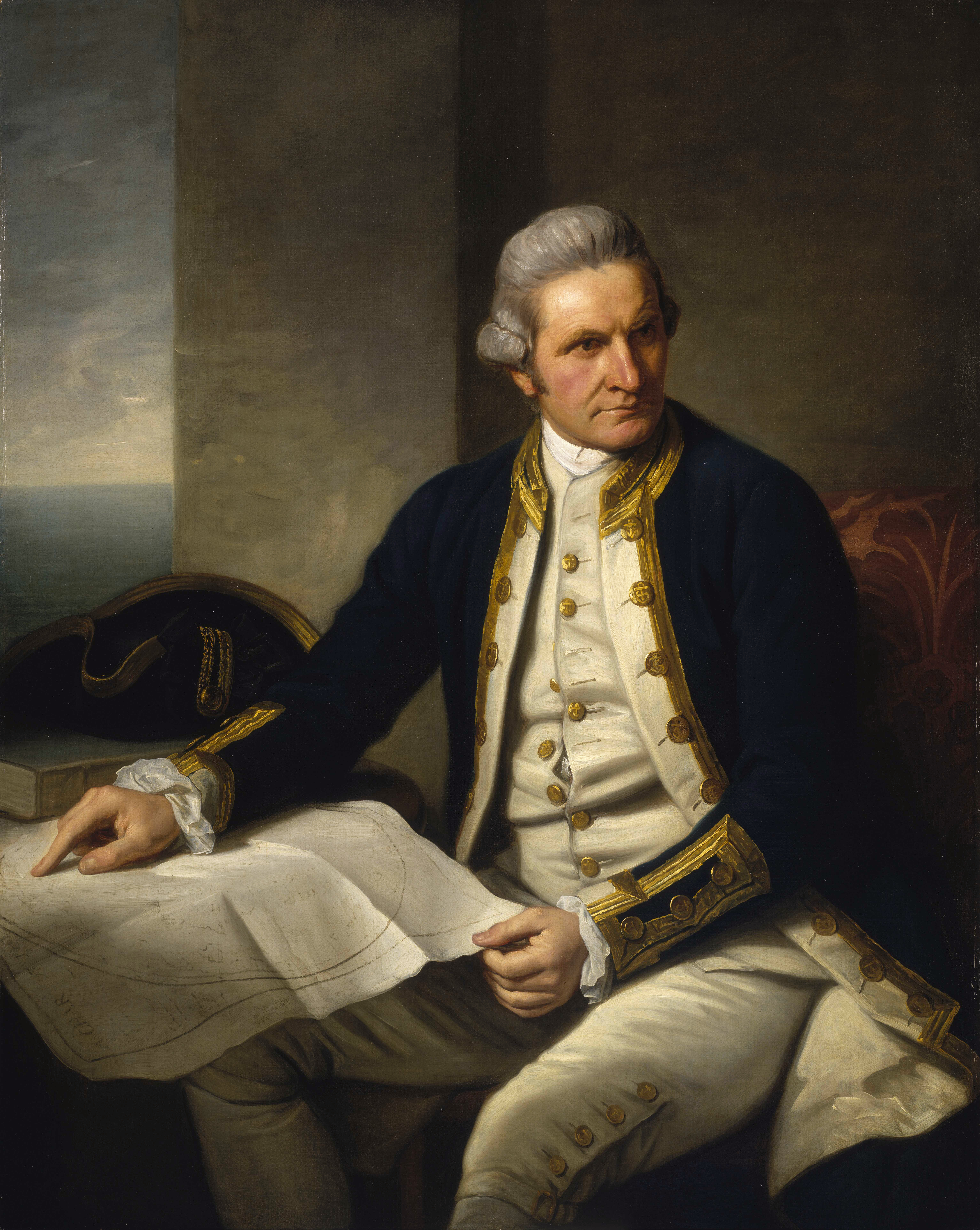
Il capitano James Cook. Nathaniel Dance-Holland, olio su tela, 1775.

Circa alla metà gli anni ottanta del Settecento può essere assegnato l'ultimo elogio di Bailly, l′Éloge du capitaine Cook, dedicato al capitano James Cook, esploratore e cartografo britannico. L'elogio a Cook non fu uno dei lavori di Bailly più riusciti; non dava abbastanza informazioni sul capitano, mancava di continuità e soprattutto, in certi casi, era contraddittorio. Ciononostante, mostrava alcuni tratti importanti del pensiero e dello stile di Bailly, il quale per la prima volta esibì un'inclinazione rousseauiana che non c'era nelle altre opere. Inoltre, con la sua prosa descrittiva, dietro il fascino di un soggetto esotico, Bailly mostrò, secondo alcuni critici, dei lampi di bellezza simili a quelli del romantico Chateaubriand. Nell'opera è presente il primo e unico contributo di Bailly al mito del buon selvaggio. Questo elemento manca, sorprendentemente, dai suoi altri lavori, forse per la sua determinazione nel riabilitare una grande, ipotetica, civiltà antica come quella di Atlantide. Anche quando parlò degli Indiani del Nord America, nell′Histoire de l'astronomie moderne, egli si astenne dalle generalizzazioni sulla loro morale, senza specificare nemmeno se fossero più felici o più infelici rispetto agli europei. Nell'elogio del capitano James Cook, però, le sue dichiarazioni sono inequivocabilmente rousseauiane: «Le nazioni del mare del sud mostrano che l'uomo è buono se proviene direttamente dalle mani della natura. Mi piace dipingere le anime ingenue e pure degli abitanti di Tahiti, gente amica della pace, gente che vive senza barba, ricchi solo doni della terra, liberi nei loro desideri e nei loro piaceri, che non conoscono né l'interesse né l'odio, buoni senza morale, giusti senza legge; questo popolo ha, come nell'infanzia, degli affetti dolci e la tipica virtù dell'innocenza; e conosce, come nell'infanzia, i piaceri vivaci e solo lievi dolori. Questo stato dell'infanzia umana è l'età dell'oro dei poeti».

### Il diritto alla proprietà privata
Nonostante l'apprezzamento di Bailly nei confronti della filosofia rousseauiana e il contributo al mito del buon selvaggio Bailly non è comunque assimilabile a Rousseau, in quanto, secondo l'astronomo francese, sebbene l'uomo possa vivere in pace nello stato di natura, è comunque preferibile ad esso la civiltà. La civilizzazione e il progresso hanno infatti senza dubbio migliorato considerevolmente la vita degli uomini. Inoltre Bailly riconosce come acquisito ed inviolabile il diritto alla proprietà privata, proprio come era espresso dalla Dichiarazione dei diritti dell'uomo e del cittadino.
Secondo il filosofo Max Stirner, come egli scrive nella sua opera più famosa, L'Unico e la sua proprietà, fu proprio la "proprietà" a far scoppiare l’incendio della Rivoluzione francese. Il governo, infatti, aveva bisogno di denaro e, per ottenerlo, non poteva che confermare il principio assolutista che il Re fosse, anche, signore di ogni proprietà e unico proprietario; il governo, in altre parole, aveva bisogno di riprendersi il suo denaro che si trovava solo in «possesso, non in proprietà», dei suoi sudditi. Però il governo, per farsi concedere quel denaro, convocò gli Stati generali Secondo Stirnerː «La paura delle ultime conseguenze distrusse l’illusione del governo assoluto; chi si deve far “concedere” qualcosa, non può dirsi assoluto. I sudditi capirono di essere veri proprietari e che era loro il denaro che si richiedeva. Coloro che fino a quel momento erano stati sudditi presero coscienza del loro essere proprietari». Bailly, citato da Stirner, descrisse ciò con alcune parole: «Se voi non potete disporre della mia proprietà senza il mio consenso, ancora meno potrete disporre della mia persona e di tutto quanto concerne la mia posizione spirituale e sociale. Tutto questo è mia proprietà, come il pezzo di terra che coltivo, e io ho diritto ed interesse a fare da me le leggi».
Dalle parole di Bailly, secondo Stirnerː «sembra proprio che ognuno sia adesso proprietario. Invece, al posto del governo, al posto del principe, proprietaria e signora diviene adesso la Nazione». Stirner, in virtù delle sue posizioni anti-stataliste, del suo individualismo filosofico e del suo egoismo etico, finisce comunque per criticare Bailly che così facendo annulla la sua volontà individuale per una più grande volontà della Nazione. Bailly, mostrando posizioni ampiamente democratiche disse infatti: «Io non ho più alcuna ragione particolare, quando la ragione generale si è espressa. La mia prima legge era la volontà della nazione: appena essa si fu unificata, non conobbi nient’altro che la sua volontà sovrana». Deve valere insomma, per Bailly, a livello politico, il principio di maggioranza.

## Pensiero economico
Nell'Elogio di Carlo V Bailly ha modo anche di affermare una propria personale visione dell'economia.
Bailly infatti si preoccupa particolarmente degli aspetti economici del regno di Carlo e analizza in dettaglio le sue politiche fiscali. Carlo è lodato per aver recuperato i doni eccessivi, dati in forma di terra e subsides (sussidi), con cui i suoi predecessori avevano acquistato l'appoggio della nobiltà. Allo stesso tempo l'autore fa risferimento alla raccolta equa ed efficiente delle tasse, che era stata a lungo fonte di corruzione e di spoliazioni del tesoro nazionale.
Inoltre, il re è elogiato perché praticò l'economia di stato in tempi prosperi e la spesa pubblica in tempi di sventura. Bailly è ansioso di vedere lo governo economizzare, senza però per questo impedire al re di essere generoso se vuole: «la saggezza decide il momento in cui l'economia diventa una virtù».
Bailly si rende conto che una spesa pubblica intelligente può creare capitali di ricchezza e appianare i punti di massima causate da alternanza tra periodi di scarsità e abbondanza. «L'imposta non è mai pesante quando è destinata alle spese della nazione, rifluisce la nazione stessa e va ad alimentare la fonte da dove è venuta».
Per quanto riguarda il valore monetario della valuta, Bailly mostra degli istinti conservatori, ammettendo che è preferibile difendere le ampie fortune dalle incursioni dell'inflazione. L'inflazione, infatti, calcolata per consentire allo Stato di far fronte ai propri impegni, per Bailly non poteva che avere effetti disastrosi per l'economia: serviva solo per rovinare i creditori a beneficio dei debitori. Gli effetti sarebbero stati nefasti: i poveri sarebbero diventati troppo potenti; il tesoro dei ricchi sarebbe diventato il loro oro; il commercio sarebbe entrato in crisi, e la fede delle persone (in tutti i sensi) sarebbe stata scossa. Carlo viene elogiato anche perché, a differenza dei suoi predecessori, evitò l'imprudenza di emettere denaro a basso valore che Bailly definisce una «risorsa vergognosa e momentanea».
Le idee economiche di Bailly sono riconducibili, forse, a due opere economico-filosofiche che erano apparse nel 1763: il libro dell'abate Nicolas Baudeau Idées d'un citoyen sur l'administration des finances du roi (pubblicato ad Amsterdam) e il libro di Roussel de la Tour La Richesse de l'état. Questi due autori proponevano modi e mezzi fattibili per tagliare le spese ed aumentare le entrate e chiedevano specificatamente l'abolizione di numerosi privilegi feudali e i numerose tecniche di riscossione che favorivano la ricchezza delle famiglie nobiliari a svantaggio della nazione.
Bailly non era certamente un economista rivoluzionario nel 1767, quando scrisse l'Éloge, né era un esperto banchiere come Necker, ma l'insinuazione di tali idee economiche in un Éloge dedicato ad un sovrano francese è la prova evidente di come egli fosse bene informato in materia economica, e su di essa aveva delle idee molto precise. Bailly, ormai, aveva capito infatti che numerosi mali dell'economia dipendevano dall′ancien régime e dagli antichi retaggi e privilegi, soprattutto di natura economica, che erano concessi ai nobili, e che non potevano che sfavorire il sistema economico nazionale.

## L'importanza dell'arte
Sappiamo che Bailly ebbe un flirt con le belles-lettres prima di scoprire la matematica; sappiamo anche che per tutta la vita continuò a scrivere poesie occasionali; abbiamo anche la testimonianza di Lalande secondo cui «il suo gusto per la letteratura lo rilassava dal suo lavoro astronomico».
È ragionevole supporre in effetti che Bailly avesse respirato l'arte sin da bambino, provenendo da una famiglia di artisti (il padre Jacques, come il nonno Nicolas, era supervisore dei dipinti del Louvre, mentre lo zio Jean Silvain Cartaud era un architetto per la casata Borbone-Orléans). Come figlio maggiore Bailly era forse anche destinato a continuare la tradizione di famiglia, sebbene poi preferì proseguire la carriera scientifica. In effetti, respirando arte in casa, Bailly quasi naturalmente si interessò dei principi artistici e ne fece studio «profondo e fecondo», diventando anche «un artista teoretico di primo lignaggio», anche se in realtà, diversamente dal padre che invece «disegnava splendidamente», Bailly non aveva mai imparato né a disegnare né a dipingere se non mediocremente. Sainte-Beuve invece riporta che egli imparò a disegnare ma non a dipingere. Sembra quindi che Bailly si fosse allenato sin da giovanissimo nella critica artistica, anche perché i suoi lavori furono sempre infarciti di riferimenti ai pittori. Tra i suoi libri pubblicati postumi, c'è una compilazione abbozzata, forse il profilo di un più ampio lavoro, intitolata Vie des peintres allemands. Questo potrebbe essere l'unico contributo di Bailly al mondo della critica d'arte, anche perché non ci sono conferme sul fatto che proseguì su questa strada. Anche se va detto che secondo una testimonianza, non confermata, di Merard de Saint-Just, biografo di Bailly, egli non solo fu un esperto critico d'arte ma addirittura «dimostrò davanti ai sovrani di Danimarca, di Svezia e a diversi principi stranieri, che come pittore teorico non era al di sotto della fiducia che si aveva sui suoi lumières».
È interessante notare l'importanza che Bailly associa all'arte, tracciando anche un'analogia tra l'arte e la storia come fonti di istruzione morale. Bailly lo descrive bene nell'elogio a Molière, dove afferma comunque che, in ultima analisi, deve essere il giudizio del fruitore dell'opera d'arte ad interpretare la lezione. Ad esempio, Bailly rispose alla critica del vescovo moralista Bossuet nei confronti del commediografo Molière, secondo il quale questi, con le sue opere, aveva «diffuso i benefici di una tolleranza infame dei mariti» e aveva sollecitato «le donne ad una vendetta vergognosa». Bailly rispose, con spirito molto moderno: «Lo scopo di Molière può essere ignorato? Egli mostra ne La scuola dei mariti, ne La scuola delle mogli, i pericoli ai quali l'innocenza è esposta in uno stato di schiavitù e di ignoranza; egli insegna che non si può essere virtuosi senza essere liberi e senza essere illuminati».

### L'esaltazione del teatro
Nel 1790, in qualità di sindaco di Parigi, Bailly prese una decisione personale negli affari del teatro, quando saggiamente difese l'attore François-Joseph Talma dopo una rappresentazione del Charles IX di Chénier. C'era stata una lite durante la messa in scena e Bailly fu chiamato a teatro per calmare la folla e risolvere la controversia, scegliendo di permettere la prosecuzione dello spettacolo ma lasciando una guarnigione per difendere il teatro e proteggere Talma. Bailly inoltre servì da solo come giudice d'appello per attori e drammaturghi i cui spettacoli erano stati censurati.
Se le opere teatrali scritte da Bailly - ed è certo che ne abbia scritte alcune - sono scomparse (e forse avrebbero potuto mostrare in lui un «Molière mancato»), vari éloges almeno rivelano questo altro aspetto importante dei suoi interessi: il teatro. Bailly tenne molto, nelle sue opere, in particolare nell′Elogio a Corneille e in quello a Molière, a dimostratre il valore morale del teatro. Ad esempio scrisse: «Corneille, illustrando il suo teatro, illumina la nazione che applaude le sue commedie, i teologi che le condannano, e Bourdaloue che sale su un pulpito per dedicare un anatema [proprio contro queste commedie]». Similarmente, Molière mira a «formare dei cittadini e degli uomini».
(Bailly nell′Éloge de Molière.)
E contro il pregiudizio esistente verso gli attori e la recitazione, un pregiudizio intimamente legato alla moralità del teatro, Bailly si mostra tanto difensore degli attori quanto della figura del drammaturgo. «Fino a quando i pregiudizi continueranno a stare alla porta del santuario del gusto, che il governo mette in ombra, e dove la più bella delle arti può ispirare virtù?» si chiede polemicamente.
(Bailly nell′Éloge de Molière.)
Gli attori, come classe, dice Bailly, sono tra gli artisti più talentuosi e sensibili e, come tali, meritano l'incoraggiamento e la stima dei loro simili.
In tutta questa difesa dell'importanza del teatro, del ruolo attivo degli attori si può rilevare in Bailly il poeta e drammaturgo che viveva in lui, autore di opere come il Clotaire, dell′Iphigénie en Taurid e de Le Soupçonneux, amico di La Noue e frequentatore del teatro. Un suo amico e biografo, Mérard de Saint-Just, rivela che «Bailly amava gli spettacoli e i balli dell'opera» e che «abbiamo spesso passato insieme le notti di Carnevale».

## Spirito di sistema
(Bailly nell′Histoire de l'astronomie moderne.)
Sebbene si sia sempre rifiutato di ammetterlo, Bailly sembra voler costantemente dimostrare che il système è lo strumento del progresso. La consapevolezza di questo nuovo sviluppo nel suo pensiero è indicata dalla comparsa di un nuovo e più filosofico Discours préliminaire, rispetto a quello dell′Histoire de l'astronomie ancienne, alla testa del primo volume dell′Histoire de l'astronomie moderne. La ragione apparente di questa prefazione è la difesa che Bailly fa del sistema storico-biografico che egli utilizza nelle sue opere. Egli, prefigurando Hegel, infatti riconosce che la nuova storia del XVIII secolo è la storia dello spirito umano, della moltitudine e della massa dell'umanità, ma allo stesso tempo anche dei suoi grandi leader e delle sue principali tappe. Ma la scienza, almeno secondo Bailly, è in qualche modo al di sopra - o almeno oltre - questo "dominio scettrato" della moltitudine: «La scienza, come gli eventi, sono opere degli uomini, ma la moltitudine non ne ha alcuna parte; la moltitudine li ignora o li guarda con indifferenza: coloro che li coltivano sono una classe isolata».
Il sistema di Bailly va inteso, fondamentalmente, come un insieme di informazioni fattuali, in cui da una serie di premesse scaturiscono le varie conclusioni attraverso un, presunto, rigoroso metodo di deduzione. Fra queste informazioni, in questo insieme di entità o di concetti, si costituisce costituiscono un tutto organico ovvero, più semplicemente, esiste una reciproca relazionalità. Il "sistema" fu largamente usato, nello stesso senso, nel XVII secolo, da Leibniz, che Bailly riecheggia con forza. Al termine del XVIII secolo, il "sistema" è nuovamente al centro dell’attenzione di d’Alembert che contrappone l′esprit de système, ovvero uno speculativo «spirito di sistema», astratto, metafisico e, a suo giudizio, improduttivo con l′esprit systèmatique, o «spirito sistematico», che è invece concreto, basato sui fatti e produttivo di nuove conoscenze.
Bailly, pur presentando i fatti come oggettivamente apparivano alla sua epoca, manifestando all'apparenza la volontà di esporre le conoscenze in modo sistematico, secondo il modello dell′esprit systèmatique, finisce però con il generare attraverso le sue opere storiografiche - al contrario - un esprit de système. Nel tentativo infatti di legare i fatti, di interpretarli sintetizzando a partire da essi delle conclusioni, Bailly cade infatti nella più profonda e astratta speculazione storica. Basando infatti il suo metodo interpretativo sul fatto che «non tutte le verità sono dimostrabili matematicamente» ma che anzi, laddove è necessario si deve applicare la categoria della vraisemblance, giunge a delle conclusioni del tutto speculative, pur applicando sistematicamente la sua metodologia scientifica di lavoro. In fin dei conti, da scienziato qual era, Bailly finisce infatti per assimilare la categoria della vraisemblance, il principio di verosimiglianza, al rasoio di Occam. Verosimigliante diventa, per Bailly, la spiegazione più semplice e generale, coerentemente al principio scientifico, non scritto, del rasoio di Occam che lui applica a qualunque categoria della conoscenza, dalle indagini nei confronti del mesmerismo fino alla storia e alla filologia.
Questo tentativo, da sempre naturale nell'uomo secondo Bailly, di «far dipendere verità diverse da una sola verità», questa reductio omnia ad unum di matrice leibniziana, si traduce, nella sua sistematizzazione del pensiero e della storia, nell'applicazione costante del rasoio di Occam, che ordina e generalizza, tenta in ultimo fine di ridurre ogni ambito di conoscenza ad una legge naturale, e tra questi anche la storia. Si potrebbe dire che l'obiettivo di Bailly fosse quello di «newtonianizzare della storia», dimostrando che i processi storici avevano seguito un percorso naturale e che, con l'astronomia, si poteva dimostrare l'armonizzazione delle vicende umane con la natura nel suo complesso. In definitiva che la storia ha una precisa via da seguire, e che segue da sempre una legge prestabilita, che la porterà al progresso.
Le opere di Bailly confermano le due tendenze fondamentali nel suo pensiero: la devozione all'idea di progresso e la sua preoccupazione verso i sistemi, e soprattutto verso uno speculativo esprit de système. Questi due aspetti non si escludono a vicenda. In effetti continuano ad andare di pari passo in tutto il discorso di Bailly. Eppure questo suo desiderio di applicare il rasoio di Occam ovunque, ovvero il suo desiderio di semplificare, conciliare e generalizzare fu la principale debolezza del suo lavoro, e applicando costantemente questo metodo in categorie di conoscenza dove esso era, fondamentalmente, di difficile applicazione (se non, addirittura, inapplicabile) lo portò a fare delle conclusioni quantomai azzardate. Applicandolo infatti alla storia antica, ad esempio, Bailly dedusse l'esistenza di un'atavica filosofia «saggia e sublime» e di un elevato stato di civiltà proprio all'inizio della storia, l'esistenza di un antichissimo popolo civilizzato e scientificamente progredito. Questa nozione, in definitiva, era in contrasto con l'idea stessa di progresso che lo stesso Bailly vagheggiava. L'idea di progresso di Bailly allora si sublimava nella possibilità di un ritorno all'età dell'oro, un'epoca di conoscenza e ordine (il cosiddetto grand ordre) che lui vide arrivare attraverso la Rivoluzione francese, anche se in seguito capì, sulla sua stessa pelle, di essere in torto.

### Il rapporto con la massoneria
La massoneria in Francia nella metà del XVIII secolo comprendeva sia un gruppo attivo di logge "ortodosse", ovvero fondamentalmente basate sul modello inglese, che insegnavano la filosofia newtoniana sia un altro gruppo, altrettanto attivo, di logge aristocratiche e rituali sotto il patrocinio delle grandi famiglie nobili, di una famiglia reale neutrale e di un clero che, in assenza di ordini specifici, era libero di comportarsi come voleva.
Inizialmente le logge erano il terreno comune di incontro dei philosophes, dei borghesi, degli uomini di chiesa, e dei nobili. Erano l'unico luogo in cui gli tutti i savant, indipendentemente dal rango sociale, dalla ricchezza o dalla religione, potevano incontrarsi sullo stesso piano. Il catalizzatore era la civilizzazione razionalista, scientifica e commerciale dell'Inghilterra, e ovunque in tutto il mondo nel corso del XVIII secolo i massoni inglesi erano attivi nella diffusione della dottrina della pace, della fratellanza e del progresso, in altre parole di quello che alcuni studiosi chiamano grand ordre. Questo fu senza dubbio l'aspetto della Massoneria che a cui facevano appello Montesquieu, Voltaire, Benjamin Franklin, Condorcet e certamente anche Bailly.
Eppure, nonostante i suoi apprendimenti newtoniani, la loggia di cui faceva parte Bailly, Les Neuf Sœurs non era affatto esente dal cabalismo e dall'interesse per gli «spiriti che presiedono agli astri».
Il poeta Évariste de Parny catturò lo spirito di questa loggia - lo stesso spirito speculativo (ovvero l′esprit de système) che anima le opere speculative di Gèbelin e Bailly - quando scrisse la sua Cantate pour la Loge des Neuf Sœurs:
Ainsi que le repos, les arts sont nécessaires.

Qu'ils renaissent toujours chéris,

La France à leurs bienfaits est encore sensible;

Et nos fidèles mains de leur temple paisible

Relèvent les nobles débris.»
Oltre che il riposo, sono necessarie le arti.

Essi rinascono sempre cari,

La Francia è ancora sensibile ai loro benefici;

E le nostre mani fedeli del loro tempio pacifico

Rilevano i nobili detriti.»
(Parny nella Cantate pour la Loge des Neuf Sœurs.)
L'esistenza della loggia Les Neuf Sœurs, era la giusta prova che gli ideali espressi del grand ordre esistevano sia tra i philosophes più razionalisti, sia tra i savant più speculativi. Questi ideali attiravano numerosi uomini illuminati, perché erano basati sia sulla scienza che sulla storia ed affermavano di essere documenti autentici delle grandi leggi cosmiche, con dei titoli di legittimità che risalivano alla stessa origine del mondo. La storia non era più un semplice oggetto di curiosità puramente antiquaria, ma un deposito di verità e conoscenze che avrebbero potuto portare, nella loro visione, alla nuova età dell'oro. Lo stesso Bailly non trovò questo sistema come preconfezionato. Anzi, fu il suo stesso pensiero a portarlo ad accettare molti degli stessi principi che trovavano espressione nelle opere dei suoi amici massoni e che lo portarono, in ultima analisi, ad unire le sue forze con loro. La fiducia nella legge, nel grand ordre, nel linguaggio universale, e nella filosofia sublime che pensava di aver trovato tra gli antichi corrispondeva bene con le idee utopiche dei suoi contemporanei e preparò la sua mente per l'idea utopistica del età dell'oro che sperava di aver trovato grazie alla Rivoluzione francese, anche se poi si rese conto che questa speranza fu vana.

## Giudizio complessivo
Numerosi uomini del XVIII secolo si chamavano philosophes semplicemente perché avevano letto Voltaire e perché rifiutavano i principi della religione rivelata. Eppure non erano scettici; secondo lo storico Edwin Burrows Smith essi infatti «affollavano i gradini delle case di Mesmer, Cagliostro, e molti altri ciarlatani minori». André Chénier nel suo Épître sur la superstition, ne descrisse il tipo:
Tout plein de quelque auteur au hasard feuilleté,

Étonne un cercle entier de sa haute sagesse.

Il se joue avec grâce aux dépens de la messe;

Il plaisante le pape et siffle avec dédain

Tous ces rèves sacrés qu'enfanta le Jourdain.

Et puis d'un ton d'apôtre empesé, fanatique,

Il prêche les vertus du baquet magnétique,

Et ces doigts qui de loin savent bien vous toucher

Et font signe à la mort de n'oser approcher.»
Tutto pieno di qualche autore affettato a caso,

stupisce un cerchio completo della sua saggezza superiore.

Egli gioca con grazia a spese della messa;

Scherza del Papa e fischia con sprezzo

Tutti questi sacri sogni che hanno sostenuto il Giordano.

Poi, col tono di un apostolo inamidato, fanatico,

Egli predica le virtù del baquet magnetico,

E queste dita lontane da voi sanno bene toccarvi

E invitano a morte di non osando avvicinarsi.»
(André Chénier nell′Épître sur la superstition.)
La particolare "superstizione" a cui Chenier fa riferimento è il mesmerismo o, come poi fu chiamato, magnetismo animale. Il 1784 fu un anno fondamentale nella storia del mesmerismo. Per la prima volta, le teorie e le pratiche di Mesmer furono chiamate davvero all'attenzione dell'opinione pubblica, e per la prima volta fu fatto un tentativo scientifico di valutare le "scoperte" rivendicate da Mesmer. L'esame del magnetismo animale fu svolto da una commissione reale che Bailly presiedette occupandosi tra l'altro di trascriverne la relazione finale.
La vita di Bailly philosophe può essere descritta in termini di una duplice attrazione tra scetticismo e credenza. Questi erano i due poli entro i quali il suo pensiero oscillava. A volte, come nel Éloge de Leibnitz egli era attratto dallo scetticismo. Altre volte, invece, come nell′Histoire de l'astronomie ancienne e nelle Lettres a Voltaire, sotto l'influenza di Court de Gébelin, lo respingeva.
Come è stato detto, la sintesi di questa duplice attrazione è ciò che lui descrisse a Voltaire dicendogli: «Il dubbio deve avere dei limiti; non tutte le verità possono essere dimostrate come verità matematiche». Ma Bailly non aveva in sé nulla del «giovane uomo orgoglioso e ritenuto erudito» a cui Chenier fa polemicamente riferimento; egli sapeva in che modo dubitare quando la ragione lo richiedeva. La partecipazione alla indagine ufficiale sul mesmerismo e i risultati a cui la commissione da lui presieduta gli permisero infatti di dissipare l'illusione che egli fosse un frère illuminé, ovvero un uomo eccessivamente legato ad ambienti teorici mistici e fin troppo poco scientifici, sebbene il suo grande rivale Condorcet pensasse il contrario.
L'anno 1784 segnò quindi un punto di svolta nella vita di Bailly in molti modi. Il contatto con gli altri membri della commissione sul mesmerismo e le questioni chiare tra le spiegazioni fisiche e metafisiche di uno strano fenomeno avevano avuto per bloccare qualsiasi tendenza illuministica nel suo pensiero. Egli non era mai riuscito ad adottare il dolce scetticismo dell'amico Benjamin Franklin (anch'egli membro della commissione); non aveva mai raggiunto la purezza del pensiero riflessivo di Denis Diderot; non aveva mai imparato a parlare né come Condorcet né come Jean Baptiste d'Alembert, i suoi più grandi rivali accademici; gli mancava un vero e proprio senso dell'umorismo, tendeva a vedere le cose senza sfumature; e tuttavia questo periodo, a partire dall'indagine a cui partecipò, segnò una nuova maturità nel suo pensiero e lo rese un personaggio pubblico rispettato.
Inaspettatamente, Bailly aveva ottenuto anche la fiducia dell'élite politica. I suoi scritti (soprattutto quelli storico-mitici), che avrebbero potuto sconvolgere la generazione precedente, adesso sembravano innocui. Questo può essere un modo per dire che Bailly era dietro ai suoi tempi. Ma è anche un modo per dire, citando lo storico Edwin Burrows Smith, «che l'intero atteggiamento della monarchia francese stava cambiando rapidamente». Nonostante l'influenza di Maurepas, le idee dei philosophes avevano avuto interpreti a corte nelle persone di Turgot, Malesherbes, e Necker, e c'era uno stato d'animo latente, anche nei membri del governo, per attuare delle riforme. Bailly dal quel momento iniziò a muovere i primi passi come philosophe riformatore sotto l'egida dello stesso governo. Ed è sbagliato riferirsi a Bailly come philosophe rivoluzionario, egli fu - in conformità con la visione stessa che egli aveva del ruolo del filosofo - un vero e proprio riformatore.
Dopo una descrizione accurata di Bailly è giusto comprendere meglio quale fu il suo posto nel pensiero settecentesco. Taine scrisse ne Les Origines de la France contemporaine che la rivoluzione fu una conseguenza del classicismo francese, con la sua fiducia esagerata nel valore della ragione. Paradossalmente, questa fiducia era diventata, nel frattempo, un feticismo irrazionale. In questo senso, la Massoneria, l'Illuminismo, il mesmerismo, e tutte le altre manifestazioni semi-mistiche dell'epoca non erano tanto delle reazioni al razionalismo quanto delle estensioni di esso.
Bailly fu un coerente razionalista quando sostituì la categoria gnoseologica della vraisemblance a quella della vérité inaccessibile. La voglia, l'urgenza di dimostrare e contemporaneamente la volontà di credere nell'indimostrabile erano infatti entrambi tratti caratteristici del XVIII secolo; Bailly fu un ottimo esempio di questa regola. Egli non fu un pensatore originale, e come afferma lo storico Edwin Burrows Smith «non vi è davvero nulla di nuovo sotto il sole, ma non tutto il merito sta nella originalità».
Bailly fu un sintetista, il risultato finale del suo lavoro differì, di conseguenza, dai vari frammenti di filosofia che lui aveva preso in prestito nella sua composizione. La prima e più importante influenza sul pensiero di Bailly fu la fisica newtoniana. Dai suoi primi studi con Montcarville fino al Traité de l'astronomie indienne et orientale, Bailly secondo Burrows Smith «dimostrò la sua abilità come astronomo e matematico e ripetutamente affermò la sua convinzione che i fenomeni naturali potessero essere spiegati attraverso leggi fisiche essenzialmente semplici». Egli non fu meramente un osservatore, e, almeno in campo astronomico, non era soddisfatto della sola evidenza empirica. Egli considerava la matematica e in particolare i progressi in matematica fatti da Cartesio, Newton e Leibniz come uno dei trionfi della civiltà moderna e lo strumento con il quale i segreti della natura potevano essere strappati alla natura stessa. Bailly, coerentemente al rasoio di Occam, aveva imparato sempre ad accettare la più semplice tra due possibili spiegazioni e a scegliere sempre la spiegazione più generale, applicabile a più di un fenomeno. Questo procedimento, fondamentalmente scientifico, avrebbe caratterizzato in seguito tutto il suo pensiero non scientifico.
Quando, dopo un decennio di applicazioni agli studi fisici, Bailly iniziò ad esaminare la filosofia metafisica di Leibniz, egli era pronto a credere che la precisione scientifica potesse essere estesa a tutti i campi della conoscenza umana: la legge, il linguaggio ecc. Ed è su questo punto che Bailly non può essere assimilato ai filosofi scettici, che invece non si fidavano delle spiegazioni sistematiche dei fenomeni immateriali o intangibili.
Come Leibniz (e come Cartesio), Bailly fu infatti attratto dal concetto di vraisemblance. Quando la verità era indimostrabile egli era pronto ad accettare il "verosimile", la "probabile spiegazione". Secondo Smith: «Egli procedette troppo rapidamente — soprattutto nelle sue disquisizioni storiche e mitiche — dal noto all'ignoto, progettando delle ipotetiche linee rette laddove un percorso tortuoso sarebbe stato più ordinato».
Da Leibniz e da Voltaire Bailly aveva imparato una nuova filosofia della storia. La storia non era più un mero oggetto di curiosità né la cronaca di fatti superficiali, ma una fonte profonda di conoscenza e comprensione. Così come era d'accordo con i philosophes nei confronti dello scopo didattico dell'arte, Bailly era d'accordo con essi anche sullo scopo didattico della storia («historia magistra vitae» avrebbe detto Cicerone) in quanto essa dava una duplice lezione, insegnando dei buoni precetti da seguire e mostrando anche dei cattivi esempi da non accogliere. Latente nella storia c'erano le universali e durature verità fisiche che documentavano il progresso dell'uomo dal momento della sua creazione. Ma nel suo studio della storia, Bailly voleva applicare la pietra di paragone della semplicità, il rasoio di Occam, sapendo però che non tutto poteva essere «dimostrato come le verità matematiche» e applicando quella che lui riteneva la categoria della vraisemblance.
Come in astronomia, Bailly cercava la spiegazione più semplice e quella che coprirebbe più di un fatto. Questo significava sia un procedimento di generalizzazione che di semplificazione, anche eccessiva in alcuni casi. A questo punto nel suo sviluppo, a Bailly arrivò l'influenza di Court de Gébelin che stava procedendo nella stessa direzione, in generale. Per alcuni anni i due lavorarono separatamente, ma lungo linee parallele, sull'interpretazione storica del mito e dell'allegoria, alla ricerca di una chiave sicura per accedere al passato. La storia di Bailly, come quella di Court de Gébelin, voleva essere la storia dell'umanità, delle leggi universali più che quella meramente cronologica e degli specifici eventi.
Come a de Gébelin, anche a Bailly parve di vedere all'inizio dei tempi i principi di Ordine e Verità, principi di una filosofia sublime e di un linguaggio universale, documentando le argomentazioni dei philosophes (come Rousseau) della originaria fraternità dell'uomo. Il XVIII secolo è stato benedetto dalla riscoperta di queste verità perdute, e la rinascita dell'età dell'oro era a portata di mano. C'era una fondamentale contraddizione, implicita in Bailly tra la sua fede nei confronti del progresso e la contemporanea devozione alla causa dell'antichità. È stato, in un certo senso, lo stesso conflitto che esisteva in Isaac Newton tra le sue precise dottrine fisiche e il suo esprit de système, tra scienza e alchimia. Bailly trovò queste contraddizioni risolte nella massoneria. Qualunque fossero le loro motivazioni, Voltaire e Franklin diedero, unendosi alla Loge des Neuf Sœurs, il timbro di approvazione dei philosophes alla massoneria. Court de Gébelin aveva trovato in essa l'unità e la sublimità del grand ordre. Non vi è alcun dubbio che anche Bailly considerasse la massoneria come la risurrezione dei principi guida del passato.
L'adesione di Bailly alla massoneria, l'erudizione, l'interesse, i suoi interessi extra-scientifici (tipici nell'Illuminismo possono essere letti così come de Gébelin li vedeva: come fanatismo degli utopisti, fondato su uno studio scientifico (o presunto tale) della storia, della legge e del linguaggio. Questa è la dottrina del grand ordre, che avrebbe dovuto "salvare" tutti i popoli e rendere fratelli tutti gli uomini. La massoneria, intesa come "sublime filosofia", da de Gébelin quanto da Bailly, era utopicamente vista come panacea di tutti i mali sociali, economici e politici; una dottrina che, se propriamente compresa e applicata, avrebbe generato il regno dell'ordine, una nuova età dell'oro. Bailly, come Court de Gébelin, fu un devoto del grand ordre; egli scrisse infatti nell'Elogio di Molière: «La ricerca delle conoscenze degli antichi è il primo passo di un popolo che marcia verso la luce». Questa è un'indicazione di quanto presto, nella sua formazione, questo concetto si stesse formando nella sua mente. Secondo lo storico Burrows Smith: «il suo rispetto per l'antichità era esagerato, ed egli fu frequentemente deluso da quella convinzione [che lui aveva e] secondo cui l'uomo primitivo aveva raggiunto uno stato di conoscenza pari o superiore a quella dell'uomo moderno». La sua fede professata verso il progresso si qualificava quindi attraverso il sospetto che il progresso consistesse nel ri-raggiungimento di un livello già raggiunto nel remoto passato.
Se Bailly differiva dal punto di vista dei philosophes, era forse più nel temperamento che nella dottrina. Non era né uno scettico né un iconoclasta. Egli fu un conservatore sia nei pensieri che nelle azioni che poi intraprese in politica; egli fu, fino alla Rivoluzione, obbediente alla monarchia ed ebbe discreti rapporti con la Chiesa, tutto sommato positivi, nonostante le sue idee storiche. Quando si voltò alla riforma, da philosophe riformatore, la sua era comunque una riforma sanzionata ed accettata dall'autorità. Fu per queste ragioni che era più vicino a uomini come Buffon che a spiriti più rivoluzionari come d'Alembert.
Sarebbe una sottovalutazione troppo riduttiva concludere che Bailly era respinto dai philosophes perché incapace di pensare come loro, ovvero in modo fondamentalmente scettico. Anzi, la sua amicizia e con Franklin, il suo contributo nelle indagini sul magnetismo animale e i suoi rapporti esaustivi sugli ospedali dissiparono rapidamente tali illusioni, portate avanti soprattutto dai suoi rivali come Condorcet. Bailly fu infatti, in fin dei conti, un philosophe moderato. Nemmeno però si può affermare che era stata solo l'influenza di Franklin o di qualcun altro ad averlo riportato indietro dai suoi vani vagabondaggi tra gli antichi, dalle sue ricerche storiche. Nell′Éssai sur les fables infatti ci fu un punto di svolta nel suo pensiero o, più correttamente, Bailly raggiunse una nuova maturità filosofica. Egli incominciò ad essere sempre più consapevole della natura estremamente complessa delle attività umane, e, anche se non aveva mai perso le tracce dei suoi principi cosmici, le sue constatazioni successive in ambito storico furono ben più sobrie. Anche nell′Traité de l'astronomie indienne et orientale, benché fosse mal concepito e in gran parte desunto, era comunque basato sul metodo scientifico, ed anche gli errori che vi aveva commesso, secondo Smith «erano errori di grado, non di ordine».
Anche secondo Smith «Forse la scoperta e la pubblicazione dei manoscritti incompiuti di Bailly potranno un giorno permetterci di tracciare ulteriormente questa evoluzione del suo pensiero».
Mentre nel periodo antecedente alla Rivoluzione francese, la vita di Bailly era quasi sinonimo delle sue opere, dopo l'aprile del 1789, il suo emergere come figura pubblica spostò l'accento dai pensieri ai fatti. La rivoluzione rappresentò il banco di prova della filosofia di Bailly; era il momento che ogni teorico attende, il momento in cui si poteva provare l'applicazione pratica delle proprie idee, almeno in ambito sociopolitico. Secondo Burrows Smith «le idee di Bailly, ovviamente, non sopravvissero alla prova dei fatti perché erano troppo diffuse, troppo generali, troppo semplici. La ragione non genera altra ragione, e, mentre Bailly filosofeggiava in termini di obbedienza civile, la folla al di fuori commetteva i peggiori e più efferati omicidi». L'aspetto notevole della vita pubblica di Bailly non fu però il suo esito finale fallimentare, ma il fatto che comunque era riuscito ad affrontare bene dei problemi pratici così lontani dalla sua conoscenza e dalla sua formazione.

### Eredità filosofica di Bailly
Il prend une autre forme et reparaît aux yeux.

Pensant le fuir, trompés à sa ruse infidèle,

Nous courons l'embrasser sous sa forme nouvelle.

Nous quittons un prestige, une vaine fureur,

Non pour la vérité, mais pour une autre erreur.»
Prende una forma diversa e riappare agli occhi.

Pensando alla perdita, ingannati alla sua astuzia infedele,

Corriamo ad abbracciarla nella sua nuova forma.

Lasciamo un prestigio, un vano furore,

Non per la verità, ma per un altro errore.»
(André Chénier, Epître à Bailly.)
C'è un ampio campo ancora da esplorare sull'influenza di Bailly sui suoi contemporanei e sulla generazione immediatamente successiva. Lo storico Paul Dimoff scrisse un resoconto dettagliato e penetrante sull'indebitamento teorico di André Chénier nei confronti di Bailly. Studi simili, secondo Burrows Smith, potrebbero essere fatti su Mary Shelley, Joseph de Maistre, Madame de Staël e, eventualmente, Napoleone che in un certo qual modo furono influenzati dal pensiero di Bailly.
Abbiamo la testimonianza da Mary Shelley che i poeti inglesi e lei stessa avevano letto e ammirato Bailly. Joseph de Maistre inoltre, forse basò la sua teoria della degradazione dell'uomo su alcune ricerche storiche di Bailly. Madame de Staël, che disapprovò Bailly come uomo rivoluzionario, probabilmente doveva a Bailly come storico le nozioni di «facoltà primitive mitigate» che appaiono nella sua opera De l'Allemagne. Uno dei biografi di Bailly, Lefevre-Deumier, inoltre, scrisse che lo stesso Napoleone aveva ordinato di assemblare i manoscritti di Bailly in un'edizione raccolta delle sue opere. Bailly influenzò molto probabilmente anche il filosofo tedesco Immanuel Kant, che riprese le teorie storiche dell'astronomo francese e le modificò per localizzare la culla dell'umanità in Tibet.
In effetti, pare evidente che l'influenza di Bailly non morì con la fine della Rivoluzione francese, ma fu portata avanti anche nel periodo romantico. Inoltre, il numero di traduzioni delle opere di Bailly suggerisce anche una certa influenza all'estero, soprattutto in Germania. Ad esempio il filosofo tedesco Friedrich Schelling, nel breve trattato Le divinità di Samotracia, a torto considerato un saggio estraneo alla speculazione filosofica e di impronta prettamente filologica, mostrò come le narrazioni di ordine mitico-simbolico potevano essere, se opportunamente interpretate, una materia prolifica per il pensiero speculativo. Egli, infatti, nell'approfondire il significato concettuale delle divinità di Samotracia (tracciando anche interessanti analogie con le più note divinità del pantheon greco-romano), anticipò la fondamentale idea secondo cui il mito, non fosse soltanto una semplice narrazione fantastica, ma che rappresentasse invece un importante strumento per la comprensione dell'immaginazione come una delle forme fondamentali del relazionarsi alla realtà fenomenica. Nell'opera inoltre, Schelling sembrava accettare l'ipotesi, propugnata da Bailly, e ancora in voga durante la fine del XVIII secolo, secondo cui, come sembravano rivelare numerose leggende mitiche, le più arcaiche evidenze scientifiche dell'antichità altro non erano che le vestigia rimaste della scienza di un popolo più remoto, antichissimo e ormai completamente dimenticato. Bailly si era però occupato soprattutto di studiare la mitologia cinese e indiana; Schelling invece, che sembrava accettare le ipotesi di Bailly, preferì comunque riferirsi più alla mitologia greca e alla Kabbala piuttosto che alle antiche leggende orientali.
Anche in Italia Bailly ottenne un certo seguito. Nonostante la ferma opposizione alle sue idee storiche e a quelle di Buffon da parte di intellettuali come Gian Rinaldo Carli (che cercò di screditare le ipotesi di Bailly nella parte terza delle sue Lettere americane), le idee di Bailly furono apprezzate da altri uomini di cultura importanti, come Ippolito Pindemonte e Ugo Foscolo. Pindemonte infatti, nel suo Abaritte - Storia verissima scrisse: «L'illustre signor Bailly dimostrò chiaramente l'esistenza di popoli antichissimi nel Settentrione, dai quali sono discesi i Cinesi, gli Indiani, i Caldei e i Persiani, che da loro impararono le arti e le scienze». Foscolo invece, nei Discorsi storici e letterarii, scrisse:
(Ugo Foscolo nei Discorsi storici e letterarii.)
Foscolo sebbene ammetta legittimamente che quella di Bailly sembri essere una «teorica [...] stravagante», conferma però che è disposto ad accettarne l'ipotesi, che è «sostenuta con seducente eloquenza». Foscolo fa infatti un parallelismo calzante per spiegare la validità e la plausibilità delle ipotesi di Bailly: quello con la storia d'Italia. Se l'Italia in pochi secoli è crollata dalla «civiltà del tempo d'Augusto» a «tale e tanta barbarie» nei tempi successivi, allora è plausibile che anche nel Nord Europa, successivamente divenuto barbarico, esistessero originariamente delle civiltà avanzate poi «cancellate dalla superficie della terra».
Anche un giovane Giacomo Leopardi, per quanto riguarda la compilazione della sua Storia dell'astronomia, si avvalse in qualche modo del contributo di Bailly: il testo di base fu infatti la Storia dell’astronomia di Bailly, ridotta in compendio dal signor Francesco Milizia, testo tradotto e compendiato dal critico d'arte Francesco Milizia a partire dalle Histoires del celebre astronomo francese. Il testo, pubblicato nel 1791, era comunque piuttosto datato, infatti terminava con la scoperta del pianeta Urano da parte di Herschel. Invece il lavoro di Leopardi presentava numerosi ulteriori aggiornamenti, come ad esempio la scoperta dei satelliti Cerere, Pallade, Giunone e della cometa del 1811.
Inoltre secondo Burrws Smith: «se questa influenza è del tutto scomparsa oggi, è perché noi siamo, in misura considerevole, emersi dall'era dei sistemi filosofici che, nel tentativo di spiegare troppo, spiegano in realtà molto poco. Gli scienziati e gli storici, ora meglio equipaggiati con la conoscenza dei fatti, sono sempre più riluttanti a generalizzare i loro risultati attraverso formule cosmiche».
Eppure in Bailly, nonostante un approccio scientifico tipicamente scettico, c'è ancora quella che Franklin definiva «una meravigliosa dose di credenza nel mondo», perciò lui, che certamente si considerava un nemico della superstizione, poteva tuttavia servire come esempio dei sottili pericoli che si annidano nel razionalismo e che paradossalmente portano alla credenza.

### Successive speculazioni sulle tesi storiche di Bailly

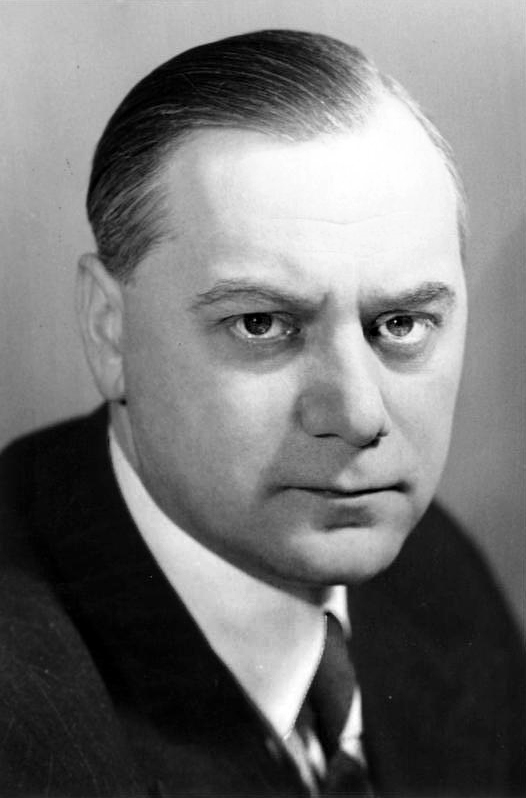
Alfred Rosenberg

L'eredità lasciata da Bailly continuò a vivere anche dopo la sua morte. La sua tesi di una "Atlantide Iperborea" era stata comunque sonoramente respinta in un primo momento. Ad esempio lo stesso Jules Verne in qualche modo voleva anche prendere in giro Bailly in 20.000 leghe sotto i mari (1869), quando i suoi personaggi scoprirono la "vera" Atlantide nell'Oceano Atlantico. Ma una donna, Helena Blavatsky, prese molto sul serio le idee di Bailly. Blavatsky fu una delle teorizzatrici della teosofia, una dottrina mistico-filosofica, il cui credo fu precisato nel suo libro La dottrina segreta (1888). In questo lavoro ermetico, Blavatsky rispolverò la teoria di Bailly (citandolo addirittura ventidue volte), e incorporò l'ipotesi di un "Atlantide Iperborea" all'interno di una storia fantastica che coinvolgeva i vari continenti e varie razze umane e semiumane. Atlantide era rappresentata come un continente polare che si estendeva dall'attuale Groenlandia fino alla Kamčatka e il suo destino si legò a quello di una razza particolarmente controversa: gli ariani, una razza superiore, seconda in ordine di tempo, costituita da giganti androgini dalle fattezze mostruose. Quando gli ariani migrarono a sud verso l'India, scaturì da loro una "sub-razza", quella dei semiti. Il mito di un "Atlantide Iperborea" fece così ingresso all'interno delle ideologie ariane ed antisemite della fine del XIX secolo.
La teoria di Bailly-Blavatsky trovò sostegno tra alcuni degli ideologi ariani viennesi più fantasiosi. Furono proprio questi circoli, come la società "Thule" (che prendeva il nome della mitica capitale di Iperborea), che fecero derivare molte teorie antisemite e ariane dal lavoro mitologico di Blavatsky, e indirettamente da Bailly. I membri della società Thule, in particolare, sono stati fondamentali nell'aiutare Adolf Hitler (che probabilmente aveva letto alcuni libri dei teosofi ariani viennesi quando viveva in Austria) nel fondare il NSDAP, il partito nazista. Uno di loro, Alfred Rosenberg, compagno vicino a Hitler durante gli anni in cui questi stette a Monaco di Baviera, aveva posto il mito di un Atlantide Iperborea al cuore di un suo voluminoso tomo dottrinale, Der Mythus des 20. Jahrhunderts (Il mito del XX secolo) del 1930. Rosenberg iniziò questo lavoro assumendo come vera la passata esistenza di Atlantide nel lontano nord, riproponendo la tesi baillyiana:
(Alfred Rosenberg nel Der Mythus des 20. Jahrhunderts)
Il mito di un "centro culturale nordico" ha permesso poi a Rosenberg, a partire da questa ipotesi, di accreditare la razza ariana come artefice tutte le grandi conquiste culturali nella storia umana: in momenti diversi nel tempo (in coincidenza con le più grandi fioriture della civiltà), gli ariani discesero dalla loro madrepatria nordica per realizzare le loro prospettive di vita nei climi meridionali. La "prova" della superiorità ariana così poggiava su questa situazione geografica chiave: solo se posizionati nel Circolo Polare Artico gli Ariani avrebbero potuto reclamare plausibilmente ogni responsabilità sia per le realizzazioni orientali sia per quelle occidentali.
Vi sono notevoli differenze tra Bailly e le interpretazioni di Rosenberg del mito di Atlantide Iperborea, e chiaramente non ha senso considerare Bailly un precursore del nazismo, tanto più viste le posizioni chiaramente antirazziste espresse da Bailly nelle sue opere. Va però detto che egli non fu nemmeno totalmente innocente, pur muovendosi in un'ottica tipicamente illuministica. Uno dei pochi storici contemporanei ad aver analizzato la preistoria speculativa di Bailly, Dan Edelstein, ha commentato: «Senza razionalizzare con esattezza la sua teoria, Bailly ha comunque cercato di dare il merito del progresso culturale orientale, all'Europa». Costruendo l'ipotesi di un popolo nordico responsabile per i successi culturali e tecnici dell'India e dell'Oriente, secondo Edelstein Bailly «ha con ultimo fine onorato il progresso e la superiorità occidentale, pur lodando i brahamani». L'Europa e soprattutto quella illuminata, insomma, è stata - per Bailly - il vero successore di Atlantide. Con queste teorie, pur con tutte le successive differenze e i travisamenti, paradossalmente l'antirazzista Bailly aveva inconsapevolmente fornito ai movimenti nazionalisti più tardi, una potente narrazione e un valido materiale teorico che autorizzò in qualche modo un certo numero di ideologie razziste.